# Montmorency (Val-d'Oise)
Pour les articles homonymes, voir Montmorency.
Vous lisez un « bon article » labellisé en 2015.
Montmorency (prononcé [mɔ̃mɔʁɑ̃ˈsi]) est une commune française, chef-lieu de canton du Val-d'Oise,
Établie sur un relief très accidenté, à l'extrémité d'un éperon rocheux constituant un lieu stratégique occupé dès le IXe siècle, Montmorency est devenue dès le XVIIe siècle un lieu de villégiature recherché qui a attiré de nombreuses célébrités. À la même époque, se développe à Montmorency la culture d'un type bien particulier de cerises, des petits fruits au goût acidulé connus sous le nom de cerises de Montmorency, que Madame de Sévigné rend célèbres au travers de ses lettres. Le séjour de Jean-Jacques Rousseau d'avril 1756 à juin 1762 a durablement marqué la ville et en a fait un lieu de pèlerinage littéraire. Ancien fief de la famille de Montmorency, l'une des familles les plus anciennes et les plus distinguées de l'aristocratie française d'Ancien Régime, la commune conserve aujourd'hui un caractère résidentiel marqué à l'écart des grands axes de communication, avec son noyau villageois entouré de villas et de résidences de standing et l'absence d'ensemble industriel ou commercial d'importance.
Commune essentiellement urbaine, Montmorency peut cependant proposer à ses habitants une trentaine d'hectares d'espaces verts publics, sans compter la forêt de Montmorency qui occupe la partie nord de son territoire. Elle bénéficie aussi de sa proximité avec la ville d'Enghien-les-Bains et de son lac.

## Géographie

### Situation
La ville occupe un escarpement rocheux situé à l'extrémité méridionale de la butte-témoin qui porte la forêt de Montmorency, lieu stratégique contrôlant la vallée de Montmorency et la plaine de France. Il domine l'« étang de Montmorenci », devenu le lac d'Enghien, au débouché de la vallée, à quatre kilomètres de la vallée de la Seine. La ville s'étire sur une longueur de cinq kilomètres et une largeur moyenne de huit cent cinquante mètres.
La ville se trouve dans l'unité urbaine de Paris ainsi que dans l'unité urbaine et dans le bassin de vie de la capitale de la France. Elle se trouve également dans la zone d'emploi de Roissy.

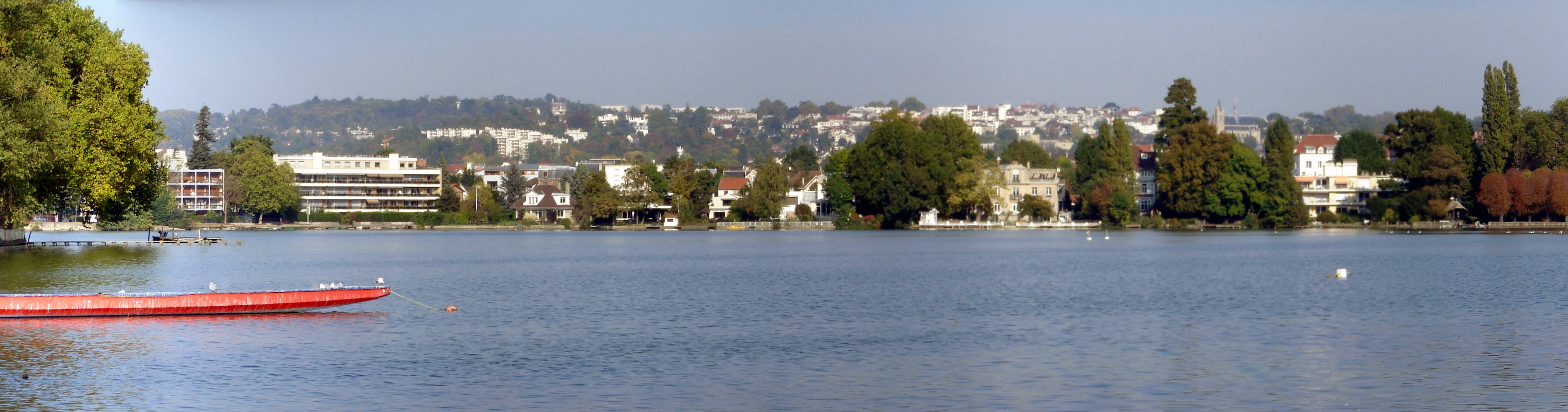
La ville de Montmorency sur sa colline vue du lac d'Enghien.

### Communes limitrophes
La commune est entourée par les villes d'Enghien-les-Bains au sud ; Soisy-sous-Montmorency et Andilly à l'ouest ; Domont au nord ; Saint-Brice-sous-Forêt, Groslay et Deuil-la-Barre à l'est.
| Andilly                | Domont         | Piscop, Saint-Brice-sous-Forêt |
| Soisy-sous-Montmorency | Montmorency    | Groslay                        |
| Enghien-les-Bains      | Deuil-la-Barre |                                |

### Géologie et relief
Le site, très accidenté, est constitué de trois plateaux, qui s'élèvent de quarante-deux à soixante mètres au sud dans le « bas-Montmorency » (à la limite d'Enghien-les-Bains), à cent trente mètres environ dans le centre-ville, et jusqu'à cent soixante-seize mètres sur le plateau des Champeaux, au nord, à l'orée de la forêt.
La situation géographique de Montmorency rend la commune vulnérable à des risques naturels liés à la nature de son sous-sol. Située sur plusieurs masses de gypse, la commune est soumise à un risque de mouvement de terrain lié à la dissolution du gypse, risque courant dans le Val-d'Oise. Ce risque concerne essentiellement un vaste secteur au sud du centre-ville (entre les rues du Montlouis et du Marché), au côté sud du boulevard de l'Orangerie, et aux deux carrières du Trou-du-Loup et du Chat en limite de Soisy-sous-Montmorency. En revanche, la faiblesse du réseau hydrographique explique la quasi-absence de risque majeur d'inondation par débordement ou ruissellement.

### Hydrographie
Le territoire communal est traversé par deux petits cours d'eau : le ru des Haras et le ru Saint-Valéry. La source du ru des Haras d'une longueur de 6,3 kilomètres est située à la fontaine des haras à l'est de la commune. Le ruisseau s'écoule dans le vallon des Haras et se jette dans la Seine après avoir traversé, en souterrain sur la majorité de son parcours, les territoires de Groslay, Montmagny et Villetaneuse. Le ru Saint-Valéry naît en haut du boulevard de l'Orangerie, longe la rue de la Fosse-aux-Moines avant de rejoindre à Soisy le ruisseau des Trois-Communes (ou ruisseau d'Andilly), qui alimente le lac d'Enghien.

### Climat
Pour des articles plus généraux, voir Climat de l'Île-de-France et Climat du Val-d'Oise.
En 2010, le climat de la commune est de type climat océanique dégradé des plaines du Centre et du Nord, selon une étude du CNRS s'appuyant sur une série de données couvrant la période 1971-2000. En 2020, Météo-France publie une typologie des climats de la France métropolitaine dans laquelle la commune est dans une zone de transition entre le climat océanique et le climat océanique altéré et est dans la région climatique Sud-ouest du bassin Parisien, caractérisée par une faible pluviométrie, notamment au printemps (120 à 150 mm) et un hiver froid (3,5 °C).
Pour la période 1971-2000, la température annuelle moyenne est de 11,3 °C, avec une amplitude thermique annuelle de 15,4 °C. Le cumul annuel moyen de précipitations est de 681 mm, avec 10,9 jours de précipitations en janvier et 8,1 jours en juillet. Pour la période 1991-2020, la température moyenne annuelle observée sur la station météorologique la plus proche, située sur la commune de Bonneuil-en-France à 9 km à vol d'oiseau, est de 12,1 °C et le cumul annuel moyen de précipitations est de 616,3 mm,. Pour l'avenir, les paramètres climatiques de la commune estimés pour 2050 selon différents scénarios d'émission de gaz à effet de serre sont consultables sur un site dédié publié par Météo-France en novembre 2022.

### Milieux naturels et biodiversité

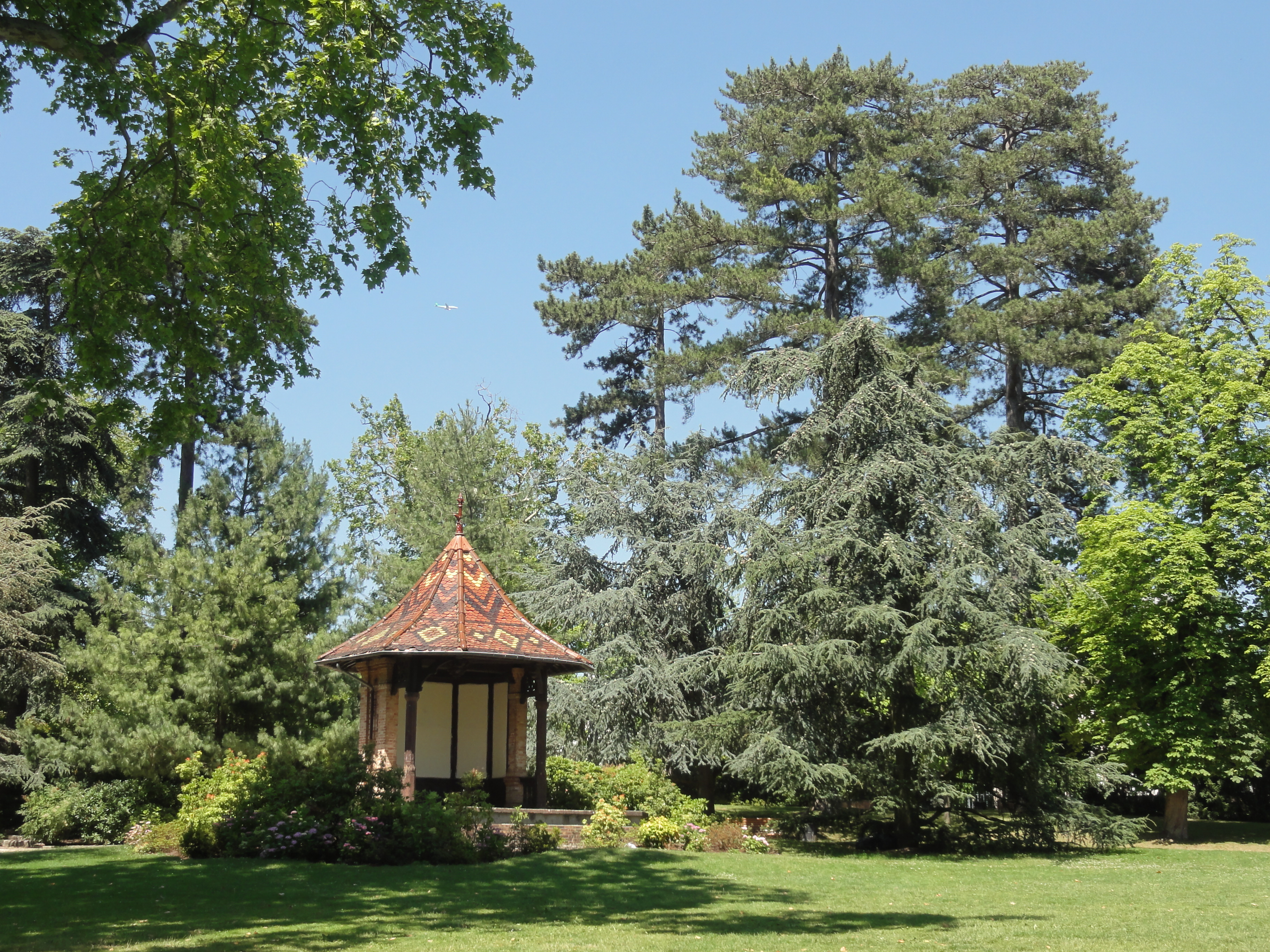
Vue du pavillon chinois dans le parc de la Mairie.

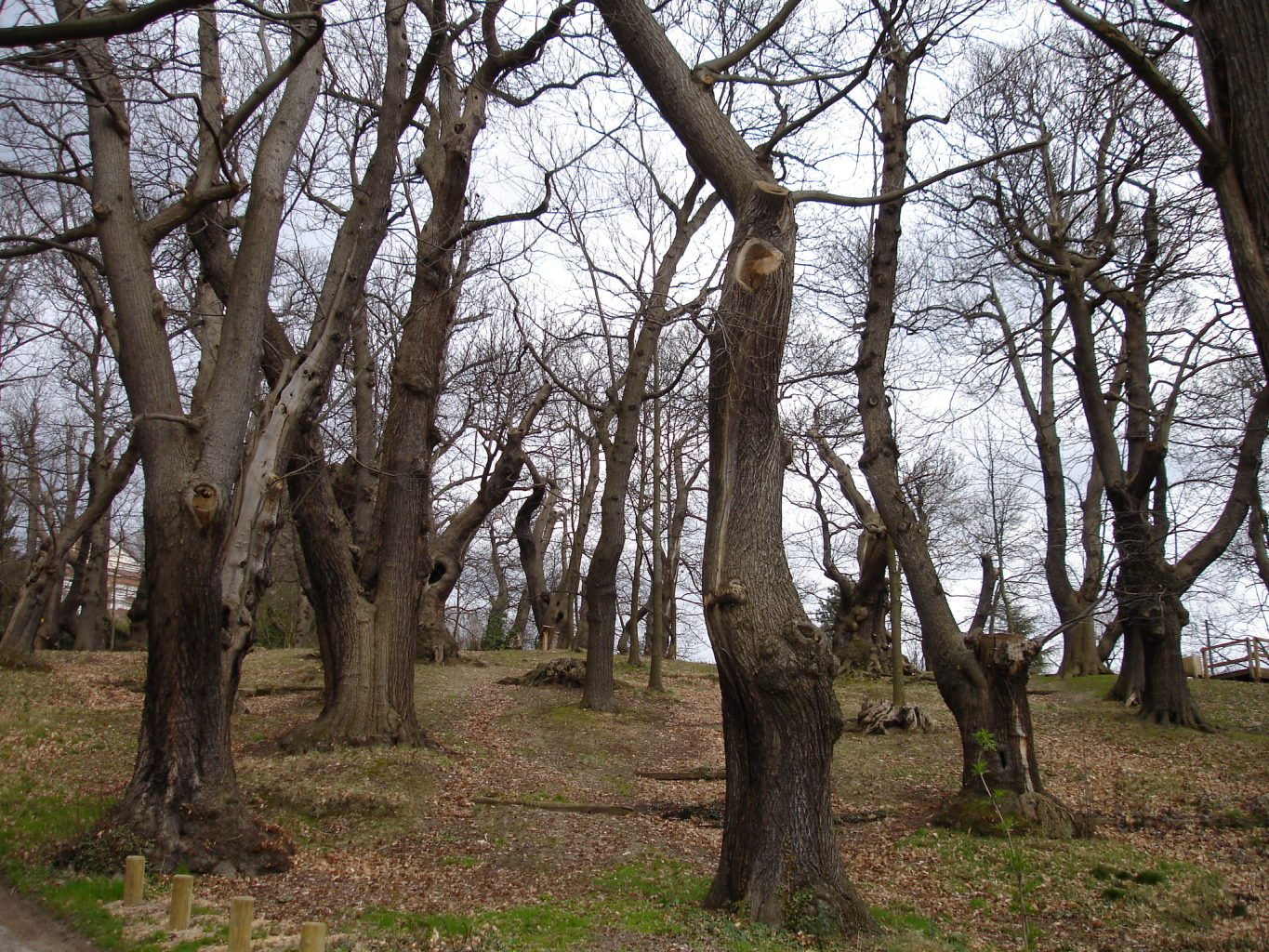
La Châtaigneraie.

La ville possède sept espaces verts principaux ouverts au public, totalisant une surface de 30 ha :
- le parc de l'Hôtel-de-ville, 2, avenue Foch, avec aire de jeux pour enfants (site classé) (2,2 ha) ;
- le jardin Lucie Aubrac, place du Château-Gaillard / rue Bague ;
- le square des Acacias, avenue Charles-de-Gaulle ;
- le square Maurice-Berteaux, boulevard Maurice-Berteaux, avec aire de jeux pour enfants ;
- la Châtaigneraie, avenue Georges-Clemenceau (site classé par arrêté du 5 novembre 1943) ;
- les jardins de l'Observance ;
- le parc de la Serve à l'orée de la forêt (avec un parcours sportif).

On peut y ajouter le jardin du musée Jean-Jacques-Rousseau et le parc du château du duc de Dino (propriété de la ville mais non accessible au public). Le réseau de sept parcours balisés parmi les sentes de la commune s'ajoute à cette liste. Mais le principal espace vert de la ville et de toute la région est la forêt de Montmorency, au nord de la ville.

## Urbanisme

### Typologie
Au 1er janvier 2024, Montmorency est catégorisée grand centre urbain, selon la nouvelle grille communale de densité à sept niveaux définie par l'Insee en 2022.
Elle appartient à l'unité urbaine de Paris, une agglomération inter-départementale regroupant 407  communes, dont elle est une commune de la banlieue,,.
Par ailleurs la commune fait partie de l'aire d'attraction de Paris, dont elle est une commune du pôle principal,. Cette aire regroupe 1 929 communes,.

### Occupation des sols

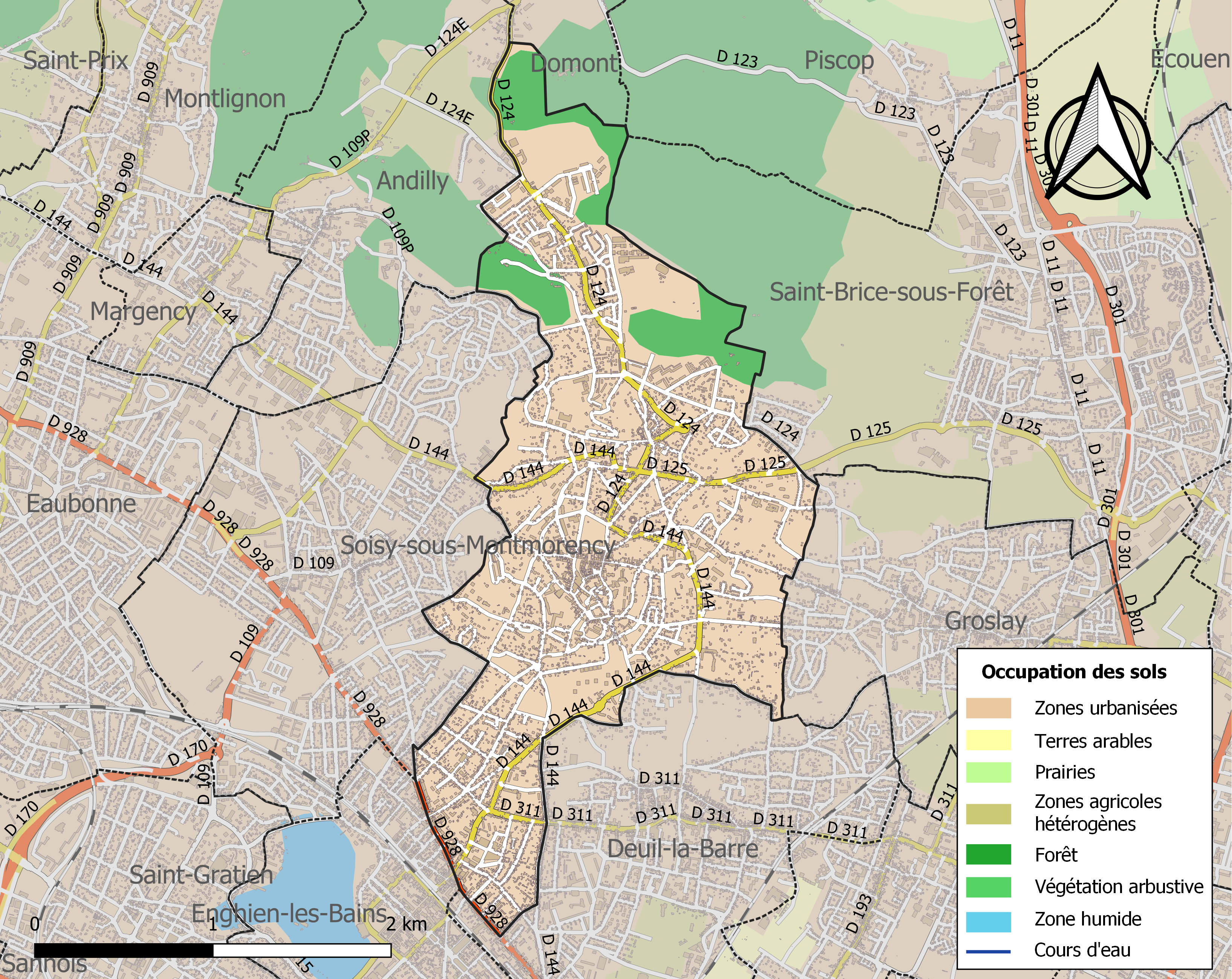
Carte des infrastructures et de l'occupation des sols de la commune en 2018 (CLC).

### Morphologie urbaine

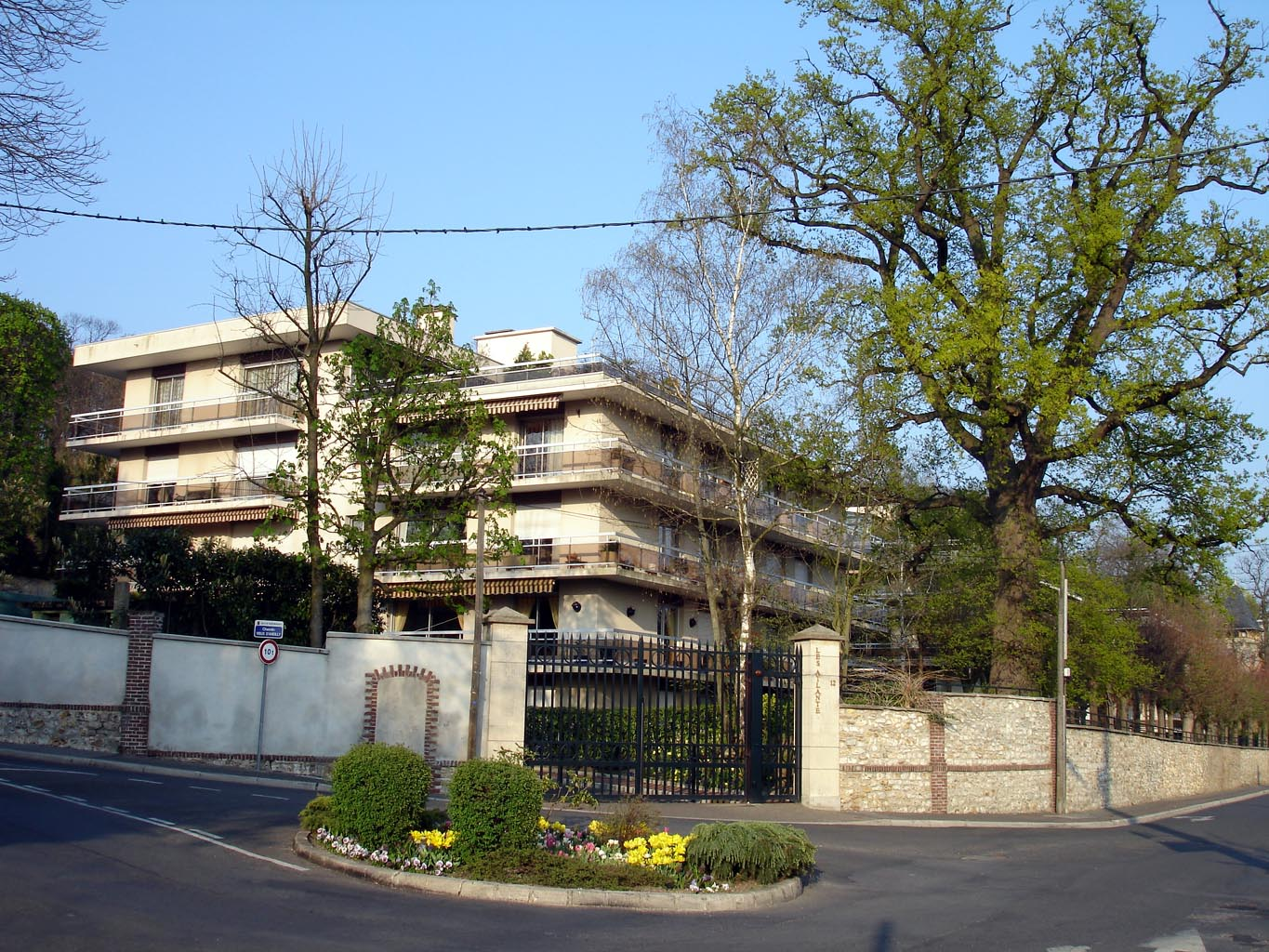
La résidence Les Atlantes.

La morphologie de la commune est héritée des caractéristiques géographiques et historiques. Le développement du bourg médiéval, autour de la motte castrale, est limité à partir de 1411 par l'édification de remparts, démolis à la fin du XVIIIe siècle. De cette époque subsistent notamment l'auberge du Cheval-Blanc, le bâtiment des prud'hommes, l'hôtel de ville. À partir du XIXe siècle, Montmorency devient un lieu privilégié d'installation de luxueuses demeures pour l'aristocratie et la bourgeoisie parisiennes. C'est notamment la position élevée, dominant Paris, de la commune, qui conditionne le choix des nouveaux arrivants. Autour du bourg sont encore présentes au XXIe siècle, formant une ceinture de bâtiments à l'architecture variée. Le développement des transports en commun (route, chemin de fer), articule, durant la seconde partie du XXe siècle, le développement urbain, qui est fortement affecté par des opérations de lotissement au nord et au sud de la commune (secteur de la gare, Mont-Griffard, quartier des Berceaux, etc.). Certaines de ces nouvelles constructions se font au détriment de grandes propriétés boisées. Le début du XXe siècle voit apparaître le développement pavillonnaire (actuelles rue de la République et de la Division-Leclerc, notamment). Dans la seconde moitié du XXe siècle, des zones d'habitat ancien du bourg laissent place à des logements collectifs. Dans les années 1970, le quartier des Champeaux, encore faiblement urbanisé, fait l'objet d'opérations immobilières, qui aboutissent principalement à la construction de logements collectifs. Par la suite, ce sont principalement des pavillons qui sont construits.
En conséquence de cette évolution, l'habitat pavillonnaire prédomine à Montmorency, mais le type d'urbanisation varie selon les quartiers. Le bas-Montmorency, au sud, est majoritairement pavillonnaire, seule l'avenue de la Division-Leclerc le séparant de la commune voisine d'Enghien-les-Bains est constituée de grands immeubles de haut standing. Le centre, plutôt dense, est constitué de maisons de ville pour l'essentiel du XIXe siècle d'une part, et d'autre part de petits immeubles (cinq étages au maximum) issus de la rénovation, contestée, du centre-ville dans les années 1970 et 1980. Autour du centre, on trouve un habitat de type discontinu constitué de propriétés bourgeoises du XIXe siècle entourées de leur parc ou jardin, ou de petites résidences de standing (quatre étages au maximum) qui ont remplacé certaines d'entre elles. Le quartier des Champeaux, au nord, est situé sur un plateau de cent soixante-cinq à cent soixante-seize mètres d'altitude dominant la ville. Il est accessible par des voies en forte déclivité traversant des quartiers exclusivement pavillonnaires. Le quartier des Champeaux fut urbanisé en majorité durant les années 1960 et 1970 et est constitué d'un important quartier pavillonnaire et de quelques immeubles d'habitation à caractère social de hauteur limitée (quatre étages au maximum) à son extrémité septentrionale. L'essentiel des installations sportives de la commune s'y situent également, à l'emplacement d'anciennes briqueteries disparues.

### Habitat et logement
En 2021, le nombre total de logements dans la commune était de 10 121, alors qu'il était de 9 703 en 2016 et de 9 628 en 2011.
Parmi ces logements, 90 % étaient des résidences principales, 1,9 % des résidences secondaires et 8,1 % des logements vacants. Ces logements étaient pour 32,1 % d'entre eux des maisons individuelles et pour 66,2 % des appartements.
Le tableau ci-dessous présente la typologie des logements à Montmorency en 2021 en comparaison avec celle du Val-d'Oise et de la France entière. Une caractéristique marquante du parc de logements est ainsi une proportion de résidences secondaires et logements occasionnels (1,9 %) supérieure à celle du département (1,5 %) mais inférieure à celle de la France entière (9,7 %). 
| Typologie                                               | Montmorency | Val-d'Oise | France entière |
| ------------------------------------------------------- | ----------- | ---------- | -------------- |
| Résidences principales (en %)                           | 90          | 92,4       | 82,2           |
| Résidences secondaires et logements occasionnels (en %) | 1,9         | 1,5        | 9,7            |
| Logements vacants (en %)                                | 8,1         | 6          | 8,1            |

La commune, malgré un effort soutenu de construction de logements sociaux, n'atteint toujours pas le minimum fixé par l'article 55 de la loi SRU. En effet, alors que la ville est tenue de disposer d'au moins 25 % de son parc de résidences principales constituées de logements sociaux, ce taux n'est passé que de 16,42 % en 2002 à 21,71 % en 2021. Elle est donc asttreinte au paiement d'une pénalité financière qui s'est élevée à 73 817,03 € en 2020.
Les logements à Montmorency sont globalement plus grands et présentent plus de confort que la moyenne régionale francilienne. L'âge moyen du parc immobilier est conforme aux tendances régionales, cependant les constructions neuves sont moins présentes que dans la région : en 2011, seulement 11,3 % des résidences principales dataient de 1990 ou après contre 15,0 % en Île-de-France. Les « grands » logements (4 pièces et plus) représentent en effet 52,4 % du parc immobilier montmorencéen contre seulement 42,8 % dans la région,.

### Voies de communication et transports

#### Voies routières
Les voies les plus importantes qui traversent la commune sont quatre routes départementales.
L'ancienne route nationale 328 (actuelle RD 928) relie Saint-Denis à Hérouville, sur le plateau du Vexin français. Elle suit en permanence une direction nord-ouest et traverse successivement Villetaneuse et Deuil-la-Barre avant de former la limite communale entre Montmorency et Enghien-les-Bains au sud, puis traverse Soisy-sous-Montmorency, Eaubonne et plusieurs autres communes de la vallée de Montmorency avant de traverser l'Oise entre Méry-sur-Oise et Auvers-sur-Oise.
La route départementale 144 relie Montmorency à Saint-Leu-la-Forêt. Elle en contourne le centre-ville par l'est avant de prendre une direction plein ouest au nord du centre-ville et de se poursuivre à travers le nord de la vallée de Montmorency.
La route départementale 124 relie Montmorency à Ézanville où elle rejoint la D 11 et la route nationale 1. Elle traverse le quartier des Champeaux puis Domont.
La route départementale 125 relie Montmorency à Garges-lès-Gonesse. Elle traverse Saint-Brice-sous-Forêt et Sarcelles.

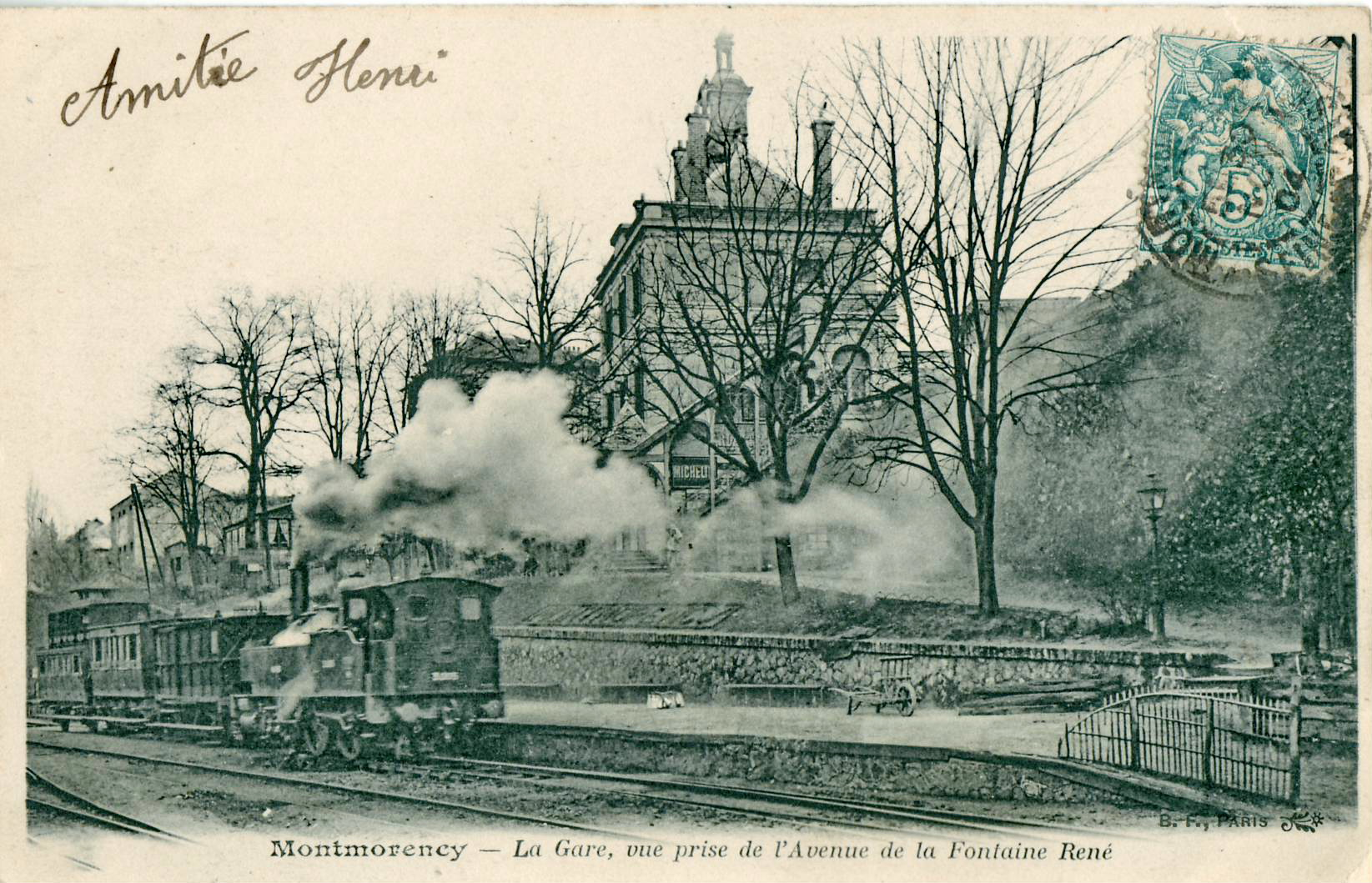
La gare du Refoulons, avant la Première Guerre mondiale.

Montmorency n'est en revanche plus traversée par aucune ligne de chemin de fer depuis la disparition de la ligne d'Enghien-les-Bains à Montmorency en 1954.
Ces différentes infrastructures terrestres ont un impact relativement limité en termes de pollution sonore selon la réglementation. Les principales voies routières sont classées de catégorie 3 ou 4, de niveau modéré,.
En revanche, deux infrastructures sont classées de catégorie 2 (élevée). La première est la voie ferrée Paris-Pontoise qui passe à proximité des limites sud de la commune, mais sur le territoire d'Enghien-les-Bains. L'impact sonore reste pourtant modéré vu la construction en déblai sur cette section et le trafic exclusivement de banlieue (aucun train de grandes lignes ni de marchandises en situation normale). La seconde est l'avenue du Parisis (ex. boulevard intercommunal du Parisis), en projet, dont la concertation s'est déroulée durant l'année 2012. Ce boulevard urbain n'est donc pas pour le moment fixé,.
Le conseil général du Val-d'Oise a souhaité revoir totalement le projet depuis son transfert par l'État en 2006. Les grands principes de ce nouvel axe sont un meilleur respect de l'environnement, la préservation du patrimoine par la création d'un court tronçon souterrain à proximité des monuments classés, la présence d'une ligne de transport en commun en site propre et d'une piste cyclable sécurisée sur l'ensemble du tracé. Toutefois cette voie urbaine à deux fois deux voies, dotée de carrefours giratoires, aurait, une fois réalisée, un impact en matière de pollution sonore et atmosphérique à proximité de l'infrastructure mais elle permettrait de délester la voirie locale non adaptée au trafic actuel.
Le territoire communal de Montmorency possède par ailleurs la particularité peu courante en milieu urbain de conserver un réseau dense de sentiers de randonnées entretenus et balisés par les services municipaux.

#### Transports en commun

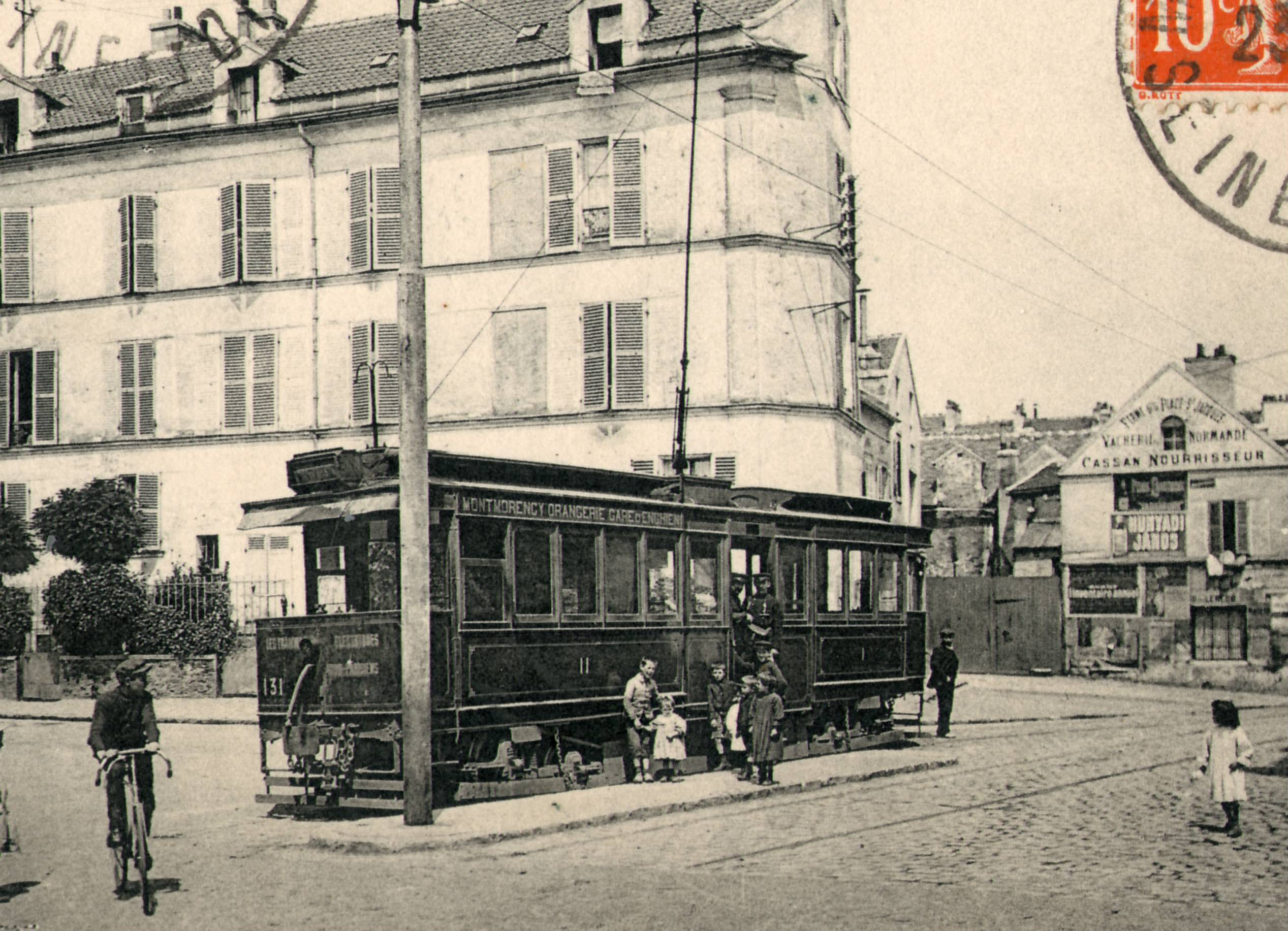
Le tramway de la Compagnie des Tramways nord parisiens vers 1912, place Saint-Jacques.

Montmorency n'est plus desservie par aucune gare depuis 1954. Connue au XIXe siècle pour ses difficultés d'accès, elle était reliée à la gare d'Enghien-les-Bains par un chemin de fer de trois kilomètres, la ligne d'Enghien-les-Bains à Montmorency dite Refoulons, de 1866 à 1954. Il exista également un tramway Montmorency - Enghien-les-Bains - Paris (église de la Trinité), qui circula du 28 octobre 1897 jusqu'en 1935. La ville fait d'ailleurs parti des dix communes de plus de 20 000 habitants en Île-de-France à ne pas avoir accès au réseau ferré.
La commune est desservie par la gare d'Enghien-les-Bains, la plus proche du territoire communal, située sur la ligne de Saint-Denis à Dieppe. Elle est desservie par les trains de la ligne H du Transilien reliant Paris-Nord à Pontoise et Valmondois ou Persan-Beaumont, à raison de douze trains par heure aux heures de pointe, et tous les quarts d'heure en pleine journée.
La ville est aujourd'hui traversée par quelques lignes de bus, qui la relient en particulier aux gares des communes voisines :
- la ligne 337 du réseau de bus RATP ;
- les lignes 1512, 1513, 1515, 1520 et 1527 du réseau de bus de la Vallée de Montmorency ;
- l'antenne scolaire de la ligne 9502 du réseau de bus Roissy Ouest.

Le sud de Montmorency, limitrophe d'Enghien-les-Bains, est proche de la gare principale de cette ville.
La ville est en outre accessible à partir de l'autoroute A15 à l'ouest en empruntant la N 170 (BIP) ainsi que de la RN 1 à l'est.

### Aménagements récents et en projet
Un parc de 112 logements a été construit à La Sablière en 2011. L'établissement d'hébergement pour personnes âgées dépendantes (EHPAD) est en cours de reconstruction en 2015. Destiné à accueillir 76 résidents, ses travaux devraient être terminés fin 2015.

## Toponymie
Le nom de la localité est attesté sous les formes Mons Morientiacum en 377, Morenciagi-curtis en 845, Mons Maurentiacus en 996, Mons Maurentius Mons Morenciacus, Mons Morenlii en 1029,Montemorenci en 1060, Morentiacum villa en 1153, Mons Morentiacus en 1174, de Montemorenciaco en 1190, Montemorrenciacum en 1202.
Il s'agit d'une formation toponymique médiévale en Mont- « colline, élévation, mont » (ce terme est issu du gallo-roman MONTE, lui-même du latin montem, accusatif de mons) et dont le second élément -morency est un réemploi du toponyme préalablement existant,. La seconde partie du toponyme est formée à partir du nom de fundum gallo-roman Maurentiacum, dont le premier élément Maurent- ou Maurenti- représente l'anthroponyme roman Maurent(i)us. Il a été porté, entre autres, par saint Maurentius, abbé bénédictin de Saint-Florent-le-Vieil au VIIe siècle. -(i)acum est le suffixe gallo-roman (I)ACU, d'origine gauloise marquant le lieu ou la propriété.

## Histoire

### Préhistoire
Le lieu est occupé, au moins saisonnièrement, durant l'époque mésolithique comme l'attestent les découvertes d'outils en grès taillé réalisées dans la forêt de Montmorency, en particulier aux alentours de Piscop. Cette industrie préhistorique a reçu le nom de Montmorencien,.

### Moyen Âge

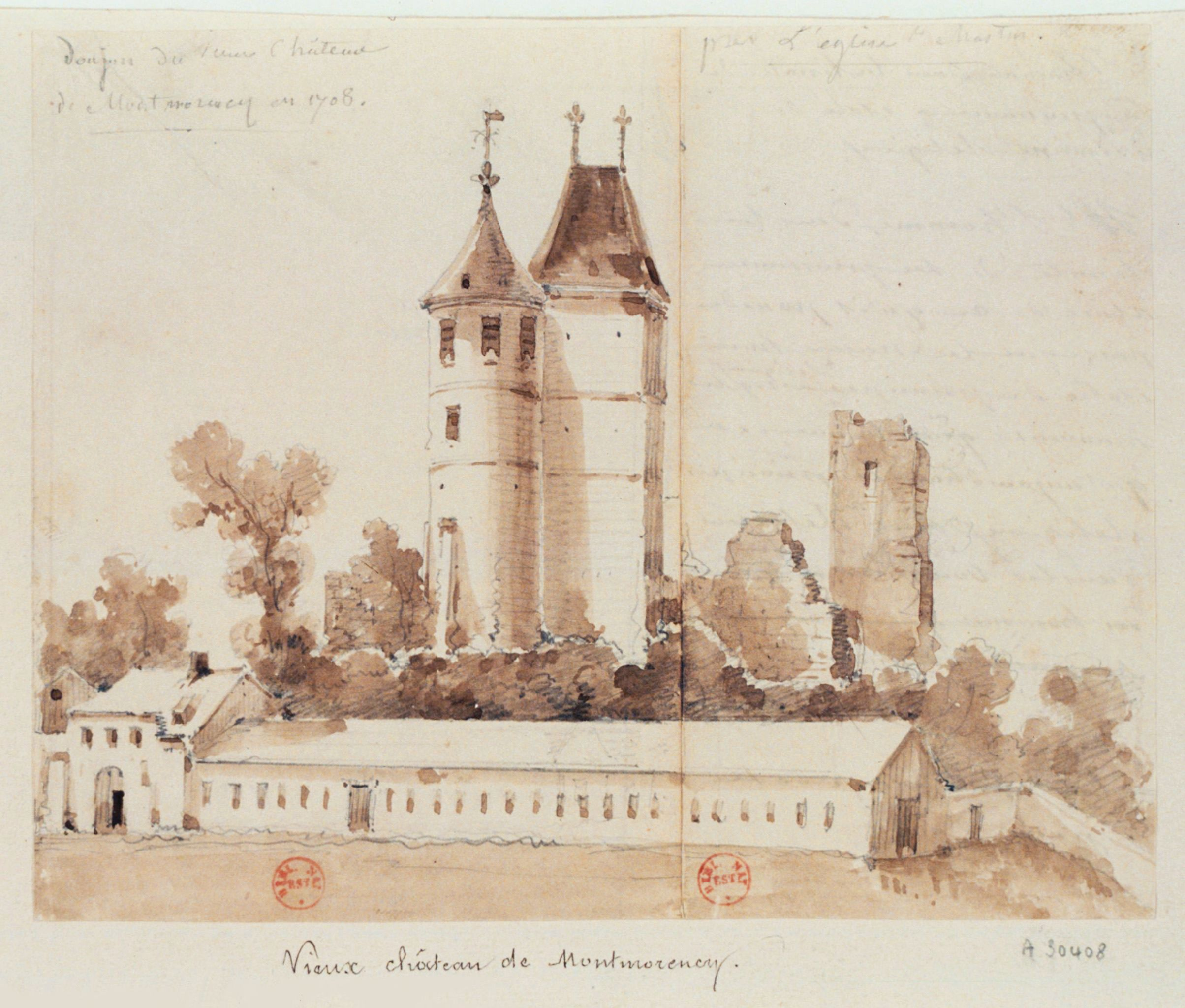
Donjon du vieux château de Montmorency en 1708.

Située sur un éperon rocheux qui constitue un lieu stratégique, verrouillant la route de Rouen (chaussée Jules César) et la plaine de France, le lieu est dès le IXe siècle occupé par un château en bois, plusieurs fois incendié aux IXe et Xe siècles.
En 997, le château en ruine et le domaine de Montmorency sert de monnaie d'échange au roi Robert II qui cherche à éloigner Bouchard le Barbu de son poste de L'Île-Saint-Denis : en effet Bouchard, descendant de Burchard compagnon d'armes du roi Franc Clovis, y brigande et rapine - et met à rançon les bateaux de passage sur la Seine, y compris ceux de l'abbaye de Saint-Denis. L'abbé Vivian ayant amené l'affaire devant le roi, Robert prend l'île et chasse Bouchard à Montmorency.
Bouchard est le fondateur d'une lignée qui donne au pays six connétables, douze maréchaux et quatre amiraux et est l'une des plus illustres de l'histoire de France. Elle prend au XIIe siècle le nom de Montmorency et s'attribue le titre de « Premiers barons chrétiens ». Une commune voisine non limitrophe, à six kilomètres à l'ouest environ à vol d'oiseau, porte le nom de la famille Bouchard : Le Plessis-Bouchard. En attendant, ses descendants plus immédiats agrandissent leur domaine de Montmorency au détriment de celui de l'abbaye et diminuent l'influence de celle-ci en implantant des établissements religieux concurrents sur leurs terres. Ainsi Mathieu Ier de Montmorency fonde le prieuré de Bois-Saint-Père près du château de la Chasse et la collégiale Saint-Martin à Montmorency. Dans la même lancée, son fils Bouchard V établit les religieux de Grandmont dans la forêt de Montmorency.
La protection qu'assure le château entraîne à sa proximité la création d'une première agglomération. Louis VI le Gros attaqua et prit Montmorency, puis en fit raser la forteresse pour punir la révolte du seigneur. L'origine de la maison des Montmorency se perd dans la nuit des temps. Le nom de Montmorency viendrait, selon une légende familiale basée sur un calembour, de ce que Gui-le-Blond, supposé ancêtre de cette maison et compagnon d'armes de Charles Martel, tua dans une bataille un roi maure. Le voyant tomber, il se serait écrié « Voilà mon Maure occis ! ». Pour célébrer cette victoire, il aurait fait bâtir un château qu'il appela Mon-Maure-occis, d'où serait venu par déformation et corruption linguistique le nom de Montmorency.
Cette explication est fantaisiste et typique des étymologies secondaires et populaires s'appuyant sur des jeux de mots plus ou moins approchant. En réalité, le nom du lieu est attesté dès 996 : "Mons Maurentiacum", un nom d'homme à quoi s'ajoute le suffixe -acum.
Le château féodal est reconstruit en pierre au XIIe siècle, ainsi qu'une enceinte de quatre-vingt-dix mètres qui ceint la petite ville. Le rempart possède quatre portes : la porte Bague, dite également porte Saint-Jacques ou des Feuillants, située au débouché de l'actuelle rue Jean-Jacques-Rousseau sur la place des cerisiers, et démolie en 1833 ; la porte Jonvelle, donnant sur la place du Château-Gaillard et démolie en 1810 ; la porte de la geôle, à l'angle des rues du Temple et du docteur-Millet ; la porte Notre-Dame à l'angle des rues Le Laboureur et Notre-Dame. Montmorency est alors la seule bourgade de la région à être fortifiée. La ville est alors renommée pour son marché et sa vie économique est florissante. Pourtant située sur une colline, hors de toute voie de communication d'importance, son marché attire les marchands et populations de toute la contrée. Les bourgeois de Pontoise ou d'Argenteuil s'y rendent chaque mercredi. En effet, malgré son accès difficile, il offre une variété de produits et services exceptionnelle : on y trouve toutes les denrées alimentaires de l'époque – porcs, ovins, bovins ou encore poisson (provenant de la côte normande) – des vêtements, des instruments agricoles, ainsi que de nombreux artisans – tonneliers, maçons, forgerons – qui font de Montmorency une ville prospère. Une Maison-Dieu, c'est-à-dire un hôpital, est fondée en 1207.
La ville est prise plusieurs fois et ravagée, comme toute la région, durant la guerre de Cent Ans, en particulier en 1358 avec la Jacquerie et en 1381. Le château est également détruit par les Anglais. Il ne sera jamais reconstruit et tombe progressivement en ruines, les successeurs de Bouchard le Barbu préférant leurs résidences plus confortables de Chantilly puis d'Écouen. Il conserve néanmoins ses attributs de symbole seigneurial jusqu'à la Révolution. Au XVIIIe siècle, il ne reste que deux tours et quelques pans de mur de ce château qui disparaît finalement après la Révolution française. Les murailles de la ville, élevées au XIe siècle disparaissent également avec le temps, seuls restent de nos jours les vestiges des fortifications du XVe siècle.

#### Les Templiers et les Hospitaliers
La première mention de Montmorency et de l'ordre du Temple provient d'une donation faite par Bouchard de Montmorency en 1192 de 2 setiers de châtaignes à prendre chaque année dans ses bois,. Mathieu de Montmorency, fait en 1221, don d'une partie de la dime de Deuil et de Montmagny. Les Templiers achètent dans la paroisse en 1257 une grande maison (rue de l'Étang, qui devient ainsi la rue du Temple) et des parcelles de vigne (au lieu-dit la Fosse-aux-Moines). D'autres seigneurs leur firent dons en échange de messes anniversaires après leur mort en l'église du Temple à Paris : en 1263, Nicolas de Mahaut, en 1266, Baudouin des Fossés,. En 1269, Mathieu de Monmorency, leur octroya des lettres d'amortissement pour tous les biens qu'ils possédaient à Monmorency. Cette lettre précise la possession d'une commanderie et d'un pressoir pour faire du vin,.
Les Hospitaliers de l'ordre de Saint-Jean de Jérusalem obtinrent la commanderie de Montmorency lors de la dévolution des biens de l'ordre du Temple et en 1318, Jean de Montmorency saisis le domaine hospitaliers. Le prieur, Pierre Simon Le Roy préféra payer une somme de 1 600 livres parisis pour obtenir la libre possession des biens.
Les Hospitaliers se désintéressent de cette commanderie et plutôt que d'en faire un membre cédèrent à cens ou à rente perpétuelle leur propriété. Ils ne gardèrent que le bois du Temple et le pressoir avec cinq à six arpents de vigne.

### Temps modernes

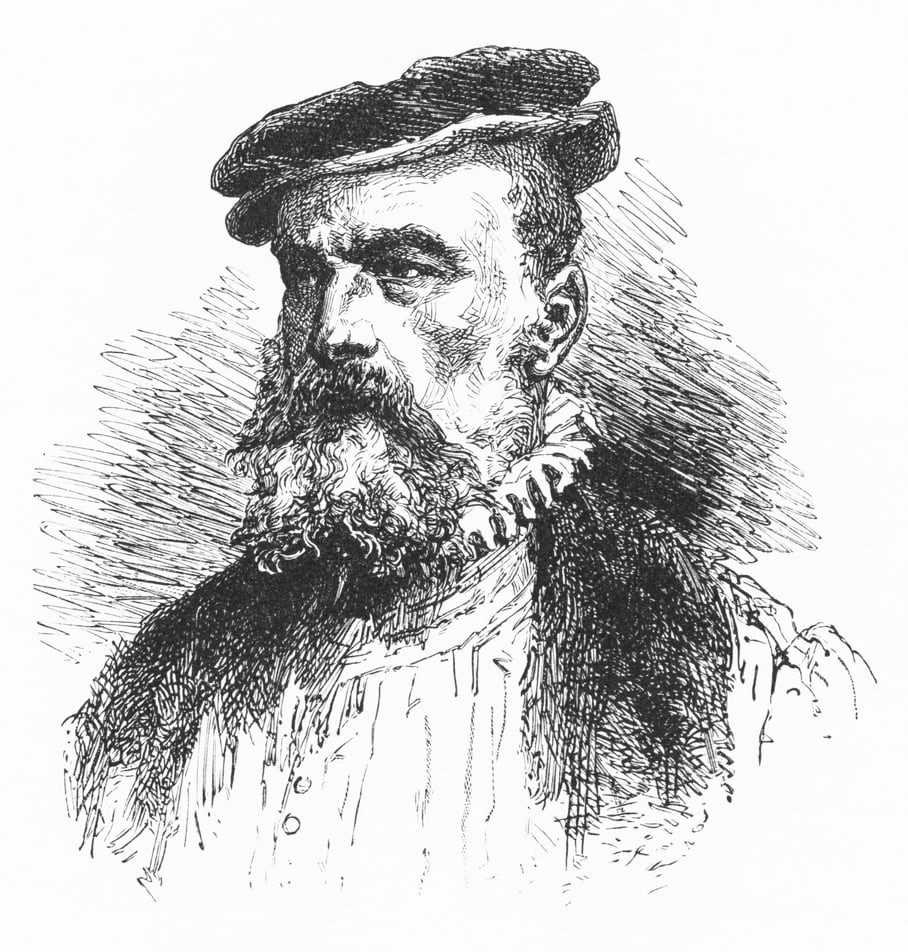
Le connétable Anne de Montmorency (1493–1567).

Au XVIe siècle, Montmorency continue à se densifier et possède deux moulins à vent (moulins de Jaigny et de Clairvaux). On y cultive alors la vigne et les arbres fruitiers tandis que la vallée est couverte de céréales. Mais les guerres de Religion provoquent également de nombreuses destructions dans la ville et ses alentours, en particulier du fait des Ligueurs en 1589. À la fin du XIXe siècle, on retrouva lors du réaménagement de la place du marché plusieurs centaines de corps : ceux des Montmorencéens massacrés par les Ligueurs.
La ville fut la propriété de la famille de Montmorency-Burchards de 997 à 1632. La terre fut érigée en duché-pairie, en 1551, mais Henri II de Montmorency ayant été décapité sur ordre de Richelieu et de l'autorité royale, Louis XIII confisqua cette terre. N'ayant pas de descendance, ses biens furent remis à Henri de Bourbon, prince de Condé, époux de Charlotte Marguerite de Montmorency. Les Condé ayant pris parti pour la Fronde, la ville et ses environs sont de nouveau livrés aux pillages et aux destructions. Malgré tout, le développement de la ville se poursuit au début du XVIIe siècle avec l'agrandissement de l'hôtel-Dieu et l'aménagement du cimetière des Champeaux au nord de la ville.
Le calme revient au milieu du XVIIe siècle. La ville compte alors environ mille cinq cents âmes. Les fameuses cerises, acidulées à queue courte, sont cultivées à partir de cette époque. Madame de Sévigné, en les décrivant dans ses lettres, les élève à la postérité. Montmorency devient un lieu de villégiature très prisé des financiers et artistes de cour. Le peintre Charles Le Brun y acquiert une terre en 1673 et s'y fait construire un superbe domaine en contrebas de la collégiale, avec de splendides jardins et de grandes pièces d'eau alimentés par la fontaine Saint-Valéry. Le château, resté dans l'histoire sous le nom de « petit château », et le parc ont totalement disparu.
La congrégation des oratoriens s'installe à Montmorency en 1617. Elle fait édifier un séminaire au nord de la collégiale, qui devient au siècle suivant un immense bâtiment de quatre étages et de plus de cent pièces. Ce dernier fut détruit peu après la Révolution française.
Louis XIV, en 1689, confirme la donation faite précédemment aux princes de Condé, qui changent le nom de Montmorency en celui d'Enghien, ce qui entraîne de nombreuses protestations, dont la plus célèbre est celle de Madame de Sévigné.

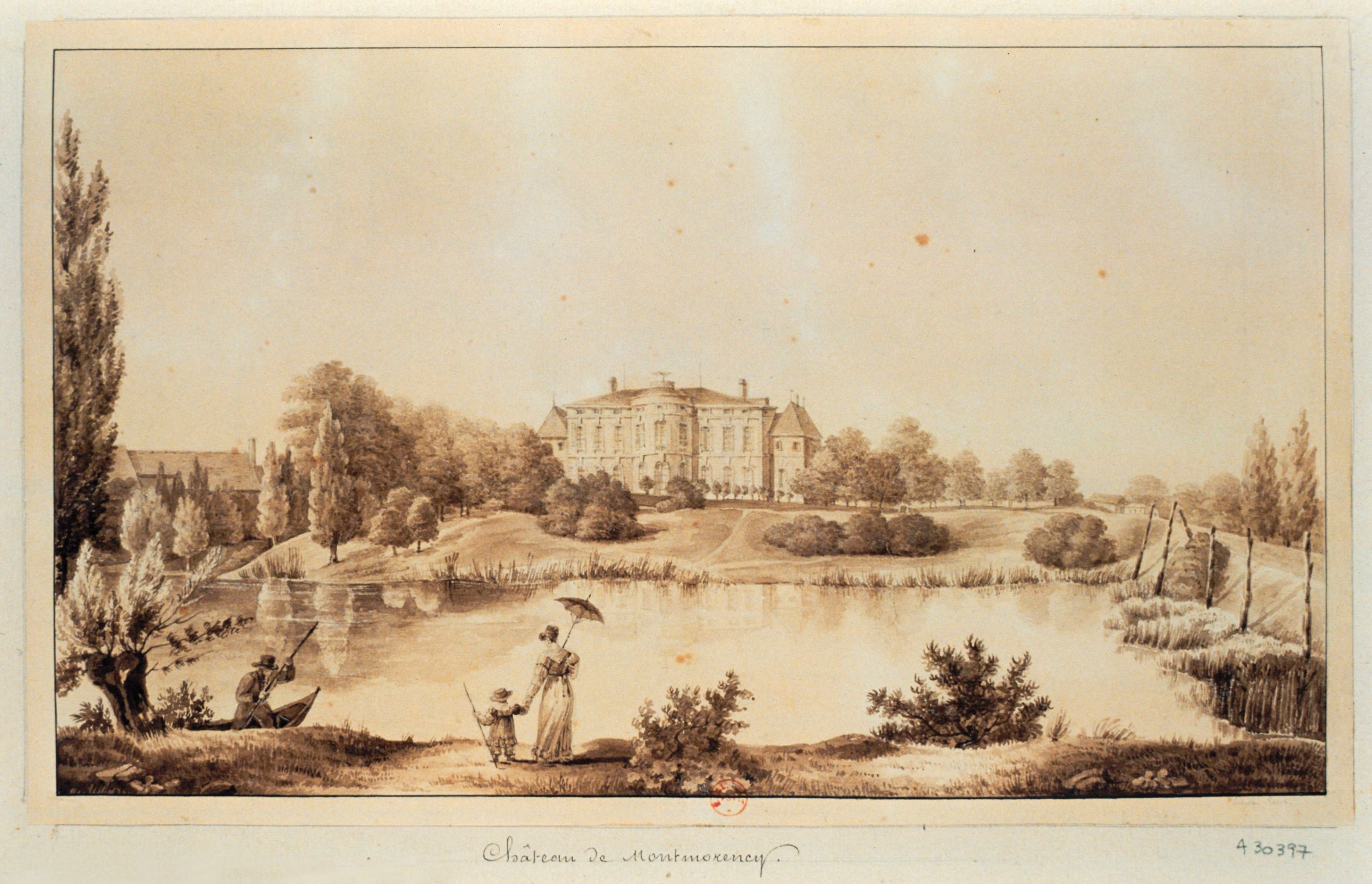
Le château de Montmorency.

En 1702, le riche financier, connoisseur et collectionneur Pierre Crozat le Jeune (dit curieusement « le pauvre » car son frère, Antoine Crozat, disposait d'une fortune plus considérable encore), rachète la propriété de Charles Le Brun, inoccupée depuis 1689. Il fait remettre en état le château du célèbre décorateur de Versailles mais, ambitieux, il décide d'édifier le magnifique Château de Montmorency à l'est du parc d'une vingtaine d'hectares où il réside jusqu'en 1740. De 1754 à 1764, il est habité par le maréchal de Montmorency-Luxembourg, protecteur de Rousseau. Bien qu'ayant échappé aux destructions révolutionnaires, le grand château se dégrade faute d'entretien. Il est racheté en 1810 et remis en état par un nouveau propriétaire, le comte Aldini.
Mais le propriétaire qui lui succède, un marchand de biens, le fait démolir en 1817 afin d'en récupérer les matériaux. Il ne reste alors plus rien des châteaux de Montmorency ; seule subsiste l'orangerie semi-circulaire du domaine, édifiée en 1719 sur des plans d'Oppenord et aujourd'hui restaurée. Un autre château de style néoclassique est édifié vers 1788 par Nicolas-Louis Goix ; il est devenu en 1906 l'hôtel de ville de Montmorency.

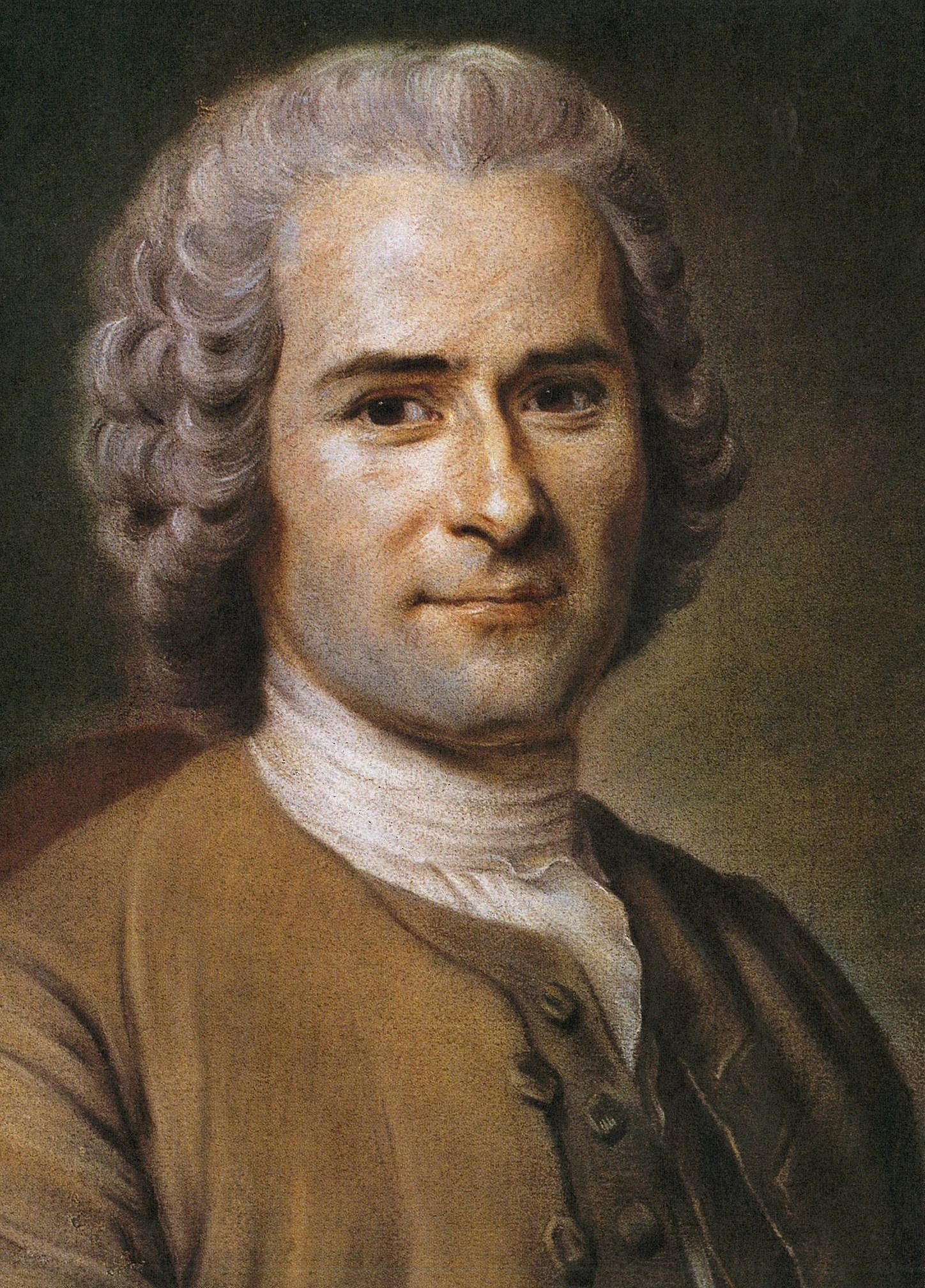
Portrait de Jean-Jacques Rousseau par Quentin de La Tour.

Mais l'hôte le plus illustre du XVIIIe siècle est le philosophe Jean-Jacques Rousseau, qui trouva refuge à Montmorency, tout d'abord à l'Ermitage, chez Madame d'Épinay, d'avril 1756 à décembre 1757 puis au Mont-Louis, ainsi que chez le maréchal de Montmorency-Luxembourg, jusqu'au 8 juin 1762. André Grétry, ami de Rousseau, y résidera par après.
Le célèbre philosophe fréquente à cette époque le salon littéraire de Madame d'Épinay au château de la Chevrette à Deuil-la-Barre. En compagnie de celle-ci, il découvre au cours d'une promenade une propriété qui abritait les réservoirs d'eau du domaine. Une petite demeure s'y trouve, dans un lieu perdu à un kilomètre environ du bourg de Montmorency. Jean-Jacques Rousseau confie alors à son hôtesse : « Ah, Madame, quelle habitation délicieuse. Voici un asile fait pour moi. » Sa protectrice du moment lui fait la surprise de remettre la maison en état, et lui met à disposition. L'écrivain emménage en avril 1756 ; mais pris de passion pour Madame d'Houdetot, la jeune belle-sœur de Madame d'Épinay, il se brouille avec son hôtesse et doit quitter précipitamment les lieux en décembre 1757. Un de ses amis, M. Mathas, procureur fiscal du prince de Condé, lui propose alors une petite maison rustique située au « Petit Montlouis », dans le bourg même de Montmorency. La maison, en piteux état, demande de sérieux travaux d'aménagement. Entre mai et août 1759, le maréchal de Montmorency-Luxembourg, voisin de Rousseau, met à sa disposition le petit château de Le Brun pour lui permettre d'être plus à son aise pendant le plus gros des travaux. Rousseau écrivit au Montlouis ses plus grandes œuvres, Julie ou la Nouvelle Héloïse, Du contrat social et L'Émile et y demeura jusqu'au 8 juin 1762.

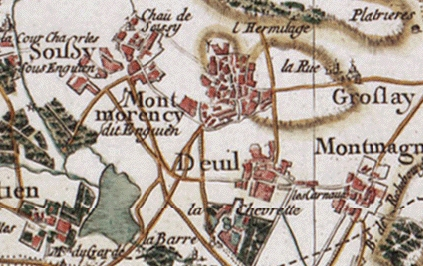
Montmorency vers 1780 (carte de Cassini).

Cette année-là, la publication de son dernier ouvrage intitulé Émile ou De l'éducation provoque des remous et Rousseau est finalement décrété de « prise de corps » par le Parlement de Paris et doit quitter la France. Il s'enfuit vers la Suisse, la nuit du 8 juin 1762, avec la complicité de son ami le maréchal de Montmorency-Luxembourg qui lui fournit sa chaise de poste et ne revint jamais de son vivant à Montmorency.
La cité changea de nom pas moins de neuf fois au cours de son histoire. Rebaptisée Anguien (devenu plus tard Enghien) en 1689, à la demande du prince de Condé, elle conserve cette identité jusqu'à la période révolutionnaire, même si l'usage conserva le nom de Montmorency. C'est d'ailleurs ce nom qu'utilise Rousseau dans ses œuvres. Elle redevient Montmorency en 1790, mais perd à nouveau son nom en 1793 pour être appelée Émile ou Mont-Émile sur décision de la Convention en hommage à l'œuvre de Jean-Jacques Rousseau. En 1794, le cercueil de Jean-Jacques Rousseau reste exposé une nuit sur la place du marché (rebaptisée à cette époque « place de la Loi ») durant le transfert de ses cendres du parc d'Ermenonville où il fut d'abord inhumé en 1778, vers le Panthéon à Paris. Cet événement donne lieu à de nombreuses manifestations de ferveur envers l'écrivain.

### Époque contemporaine

#### XIXesiècle
Montmorency devient une villégiature pour Parisiens aisés et de nombreuses célébrités d'alors fréquentent le lieu : la duchesse de Berry, la famille impériale, Boïeldieu, Rachel, Louis Blanc, l'historien Michelet, Richard Wagner, André Grétry (qui y terminera sa vie), etc. On y vient à l'auberge du Cheval blanc sur la place du Marché et se promener à dos d'âne dans la forêt ou parmi les vergers pour y cueillir en saison les fameuses cerises. La ville, longtemps difficile d'accès, est finalement reliée de 1866 à 1954 à la gare d'Enghien-les-Bains par une ligne de chemin de fer aujourd'hui disparue, « Le Refoulons ».
Napoléon autorise la ville à reprendre son nom originel en 1813. Mais elle est de nouveau rebaptisée Enghien au retour de Louis XVIII en 1814, puis Montmorency durant les Cent-Jours puis de nouveau Enghien à la Restauration en 1815. Montmorency retrouve définitivement son nom en 1832, Enghien désignant alors la station thermale naissante au bord de l'étang dit de Montmorency (ou de Saint-Gratien) qui devient à la création de la commune d'Enghien-les-Bains en [1850 le lac d'Enghien. Le développement de la ville thermale constitue rapidement le nouveau pôle économique de la vallée au détriment de Montmorency, qui n'est plus alors qu'essentiellement vouée à l'habitat résidentiel.
Dans les années qui suivirent l'insurrection polonaise ratée de 1830-1831, écrasée par le tsar Nicolas Ier, de nombreux notables polonais trouvent refuge à Montmorency, sans doute attirés par le souvenir de Jean-Jacques Rousseau. Plusieurs monuments dans la collégiale évoquent leur présence ainsi qu'un important carré du cimetière des Champeaux, où est enterré en 1855 parmi tant d'autres la comtesse Delfina Potocka ou encore le poète Adam Mickiewicz, écrivain et héros national en Pologne, avant le transfert de ses cendres à Cracovie en 1890.

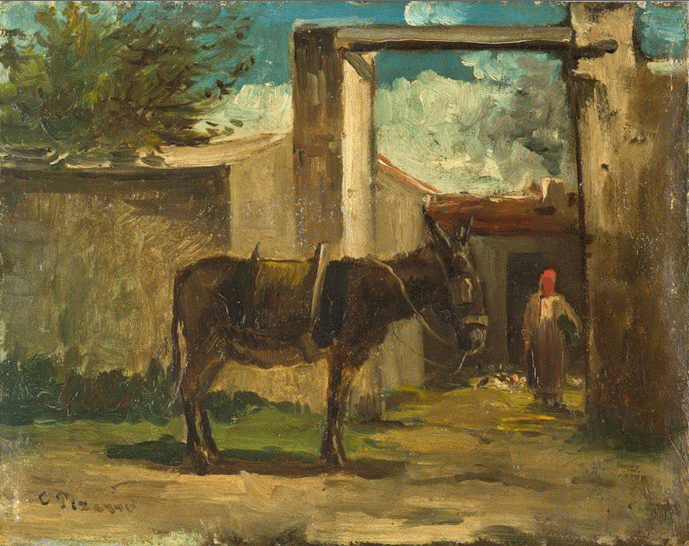
Paysage à Montmorency, 1859
Camille Pissarro
musée d'Orsay, Paris

En 1859 Camille Pissarro qui travaille alors dans l'atelier d'Anton Melbye y peint sur le motif.

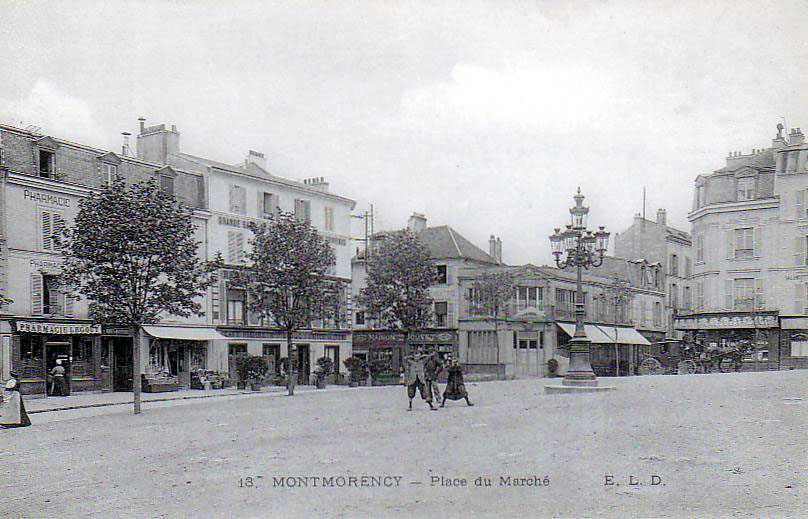
La place du Marché vers 1900.

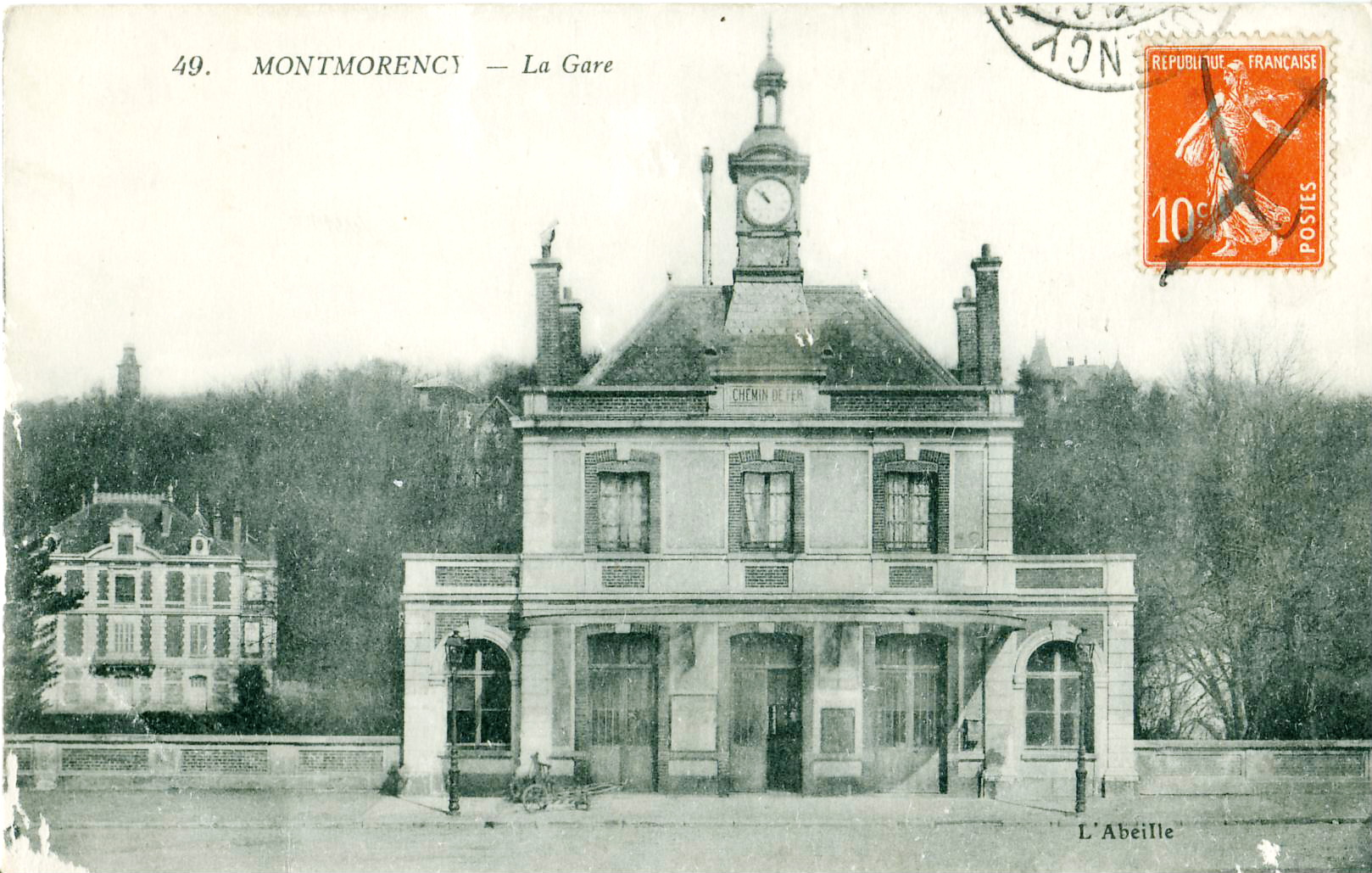
La gare de Montmorency, à la même époque.

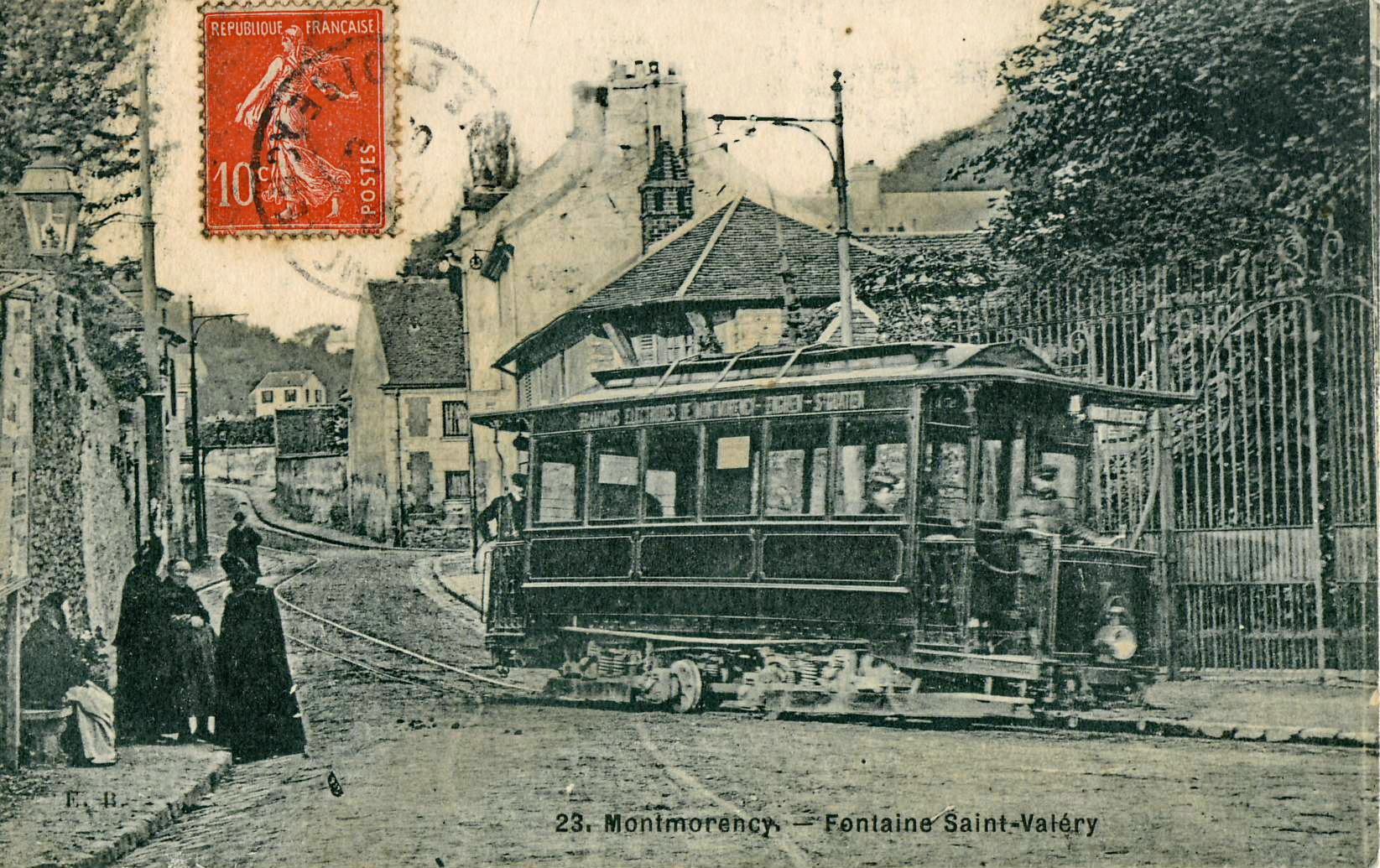
La ville fut desservie de 1897 à 1935 par le Tramway 69 Enghien - Montmorency, qui la reliait à la gare d'Enghien-les-Bains ; on le voit ici à la fontaine Saint-Valéry.

La guerre de 1870 reste une période sombre de l'histoire de la ville qui est occupée près d'un an par les Prussiens. Cette occupation s'accompagne de nombreuses déprédations et restrictions pour la population qui doit s'affranchir d'une contribution de quatre cent mille francs de l'époque avant le retrait des troupes ennemies.

#### XXesiècle
Depuis le début du XXe siècle, la population de la commune a quadruplé. Pourtant, la ville n'a pas connu une densification importante de son tissu urbain ou la construction de grands ensembles comme de nombreuses villes des alentours. L'urbanisation s'est faite assez progressivement par la construction de résidences le plus souvent de grand standing à la place d'anciennes propriétés bourgeoises du XIXe siècle. Le centre-ville a été en partie reconstruit durant les années 1973 à 1976, entrainant de nombreuses polémiques entre partisans de la conservation du vieux Montmorency et promoteurs d'une modernisation radicale. Toutefois l'envergure des travaux est demeurée assez limitée et la ville a conservé globalement sa physionomie du passé avec sa place du Marché et ses petites rues escarpées et tortueuses. Seul le plateau des Champeaux, relativement isolé au nord de la commune, a connu une véritable urbanisation massive durant les années 1960 et 1970, par la construction d'immeubles de dimension néanmoins raisonnable et surtout par l'édification d'un important quartier pavillonnaire. La ville a conservé malgré la proximité de Paris un aspect villageois, largement renforcé par son relief escarpé, son relatif enclavement et les jardins et vergers qui l'entourent. Malgré les nuisances aériennes en augmentation provoquées par les survols à destination de l'aéroport Roissy-Charles-de-Gaulle (situé à quinze kilomètres à l'est), qui concernent de fait tout le Sud du Val-d'Oise en particulier, et la construction projetée de l'avenue du Parisis (Boulevard intercommunal du Parisis ou BIP), route destinée à « désenclaver » la ville et les communes voisines, Montmorency reste une des villes les plus agréables de l'agglomération parisienne qui en fait, à l'image des siècles passés, un lieu de résidence très recherché où le niveau de l'immobilier reste le plus élevé du département avec sa voisine Enghien-les-Bains.

#### XXIesiècle
En 2010, afin de valoriser le patrimoine de la commune, le maire prépare un dossier afin d'obtenir le label Ville d'art et d'histoire. S'il était obtenu, Montmorency deviendrait la deuxième ville du département à le posséder après Pontoise. La municipalité organise par ailleurs plusieurs événements pour le tricentenaire de la naissance de Jean-Jacques Rousseau en 2012. L'aménagement du quartier de l'Europe, limitrophe d'Enghien-les-Bains, constitue l'un des principaux enjeux urbanistiques de la commune. Il fait en conséquence l'objet d'une large concertation. Le quartier doit accueillir le tribunal d'instance, reconstruit à l'occasion, et le conseil des prud'hommes, ouverts sur un parvis arboré, ainsi qu'une résidence d'étudiants de cent chambres. Cent logements sont également prévus dans de petits collectifs.

## Politique et administration

### Rattachements administratifs et électoraux
La ville a été chef-lieu d'arrondissement de Seine-et-Oise en 1962 puis du Val-d'Oise depuis 1968 jusqu'au transfert de la sous-préfecture à Sarcelles, formant ainsi l'Arrondissement de Sarcelles. Ce déplacement a été décidé par le décret du 3 mars 2000 et est effectif depuis avril 2004.
La ville forme historiquement avec Groslay le canton de Montmorency dont elle est le bureau centralisateur. Dans le cadre du redécoupage cantonal de 2014 en France, le canton comprend désormais 6 communes.

### Intercommunalité
La ville était membre de la communauté d'agglomération de la vallée de Montmorency (CAVAM), créée le 26 novembre 2001 et totalisant 104 619 habitants en 2012.
Dans le cadre de la mise en œuvre de la loi MAPAM du 27 janvier 2014, prévoyant la généralisation de l'intercommunalité à l'ensemble des communes et la création d'intercommunalités de taille importante, le préfet de la région d'Île-de-France approuve le 4 mars 2015 un schéma régional de coopération intercommunale qui prévoit notamment la « fusion de la communauté de communes de l'Ouest de la Plaine de France et de la Communauté d'agglomération de la Vallée de Montmorency, et extension du nouveau regroupement aux communes de Montlignon et de Saint-Prix ».
Cette nouvelle intercommunalité, dont Montmorency est désormais le siège, est créée au 1er janvier 2016 sous le nom de communauté d'agglomération Plaine Vallée. Elle regroupe 180 578 habitants selon les données du recensement de 2014.

### Tendances politiques et résultats
Politiquement, Montmorency est une ville fortement ancrée à droite, les électeurs ayant continuellement voté très majoritairement à droite à toutes les consultations électorales depuis plusieurs décennies. Néanmoins, la municipalité a basculé à gauche, après des décennies de gestion de droite, lors des élections municipales de 2008, avant que les électeurs choisissent de nouveau un conseil municipal à droite en 2014.
À l'élection présidentielle de 2007, le premier tour a vu se démarquer nettement en tête Nicolas Sarkozy avec 42,54 %, suivi loin derrière par puis Ségolène Royal avec 21,83 %, François Bayrou avec 20,78 %, et Jean-Marie Le Pen avec 6,90 %, aucun autre candidat ne dépassant le seuil des 2,5 %. Le second tour a vu arriver largement en tête Nicolas Sarkozy avec 62,3 % (résultat national : 53,06 %) contre 37,7 % pour Ségolène Royal (national : 46,94 %). Cette tendance est confirmée lors des législatives qui suivent, la même année. Les électeurs de la commune cotent au premier tout à 53,17 % pour Jérôme Chartier de l'UMP, devant Didier Arnal, du PS, 20,36 %, et Martine Cabassut de l'UDF, 10,02 %, les autres candidats ne dépassant pas les 4 %. Sur l'ensemble de la circonscription, un second tour est nécessaire pour l'élection de Jérôme Chartier, qui à cette occasion obtient 63,05 % des voix sur la commune de Montmorency, contre 36,95 % à Didier Arnal.
Cependant, au second tour des élections municipales de 2008, la mairie de Montmorency bascule à gauche, la liste menée par François Detton, divers gauche soutenu par le PS, arrivant en tête avec 42,41 % devant la liste du maire sortant François Longchambon, soutenu par l'UMP, avec 41,72 %, soit 52 voix d'avance. Le maintien au second tour d'une liste centriste et d'une liste divers droite ont permis à la liste soutenue par le PS de remporter la majorité relative des suffrages. Cette élection constitue une énorme surprise dans le Val-d'Oise pour une ville bourgeoise fortement marquée à droite depuis au moins la Seconde Guerre mondiale, et le seul cas départemental en 2008 d'une ville gérée de longue date par la droite qui bascule politiquement à gauche.
À l'occasion des élections législatives de juin 2012, le taux de participation s'est élevé sur la commune à 59,30 %, soit deux points de mieux qu'au niveau national. Le candidat UMP et député sortant, Jérôme Chartier, est arrivé en tête avec 44,86 % des suffrages exprimés sur la commune, devant Charlotte Brun, du Parti socialiste, qui obtient 33,68 % des voix, et Denise Aissi, du Front National avec 10,07 %. Les autres candidats obtiennent chacun moins de 4 %. Au second tour, Jérôme Chartier est élu dans la circonscription ; dans la commune, il obtient 57,72 % des voix contre 42,28 % à Charlotte Brun.
Lors de l'élection présidentielle de 2012, le premier tour sur la commune a vu arriver en tête Nicolas Sarkozy avec 39,35 %, suivi de François Hollande avec 25,55 %, Marine Le Pen avec 11,85 %, François Bayrou avec 9,52 %, puis Jean-Luc Mélenchon avec 8,70 %, aucun autre candidat ne dépassant le seuil des 5 %.
Au second tour, les électeurs ont voté à 58,03 % pour Nicolas Sarkozy contre 41,97 % pour François Hollande avec un taux d'abstention de 15,16 %, résultat opposé aux tendances nationales (respectivement 46,09 % et 53,91 % ; abstention 19,92 %).
Lors des élections municipales de 2014, la municipalité est revenue à droite. Au premier tour, la liste d'union de la gauche conduite par François Detton arrive en tête avec 39,25 % des suffrages, devant celle d'union de la droite menée par Michèle Berthy avec 37,43 %, trois autres listes divers droite obtenant entre 6,68 % et 8,31 % des suffrages ; l'abstention s'est élevée à 42,15 %. Au second tour, la liste de Michèle Berthy l'emporte avec 51,95 % des voix, contre 48,04 % à celle de François Detton, avec une abstention de 38,58 %. Lors de la première réunion du conseil municipal nouvellement élu, le 6 avril 2014, Michèle Berthy est élue maire.
La majorité municipale a explosé pendant le mandat 2014-2020 avec la scission d'un trio emmené par Armelle Josseran (UDI), dès 2015, puis le départ de huit élus en 2018, et, aux municipales de 2020, la liste menée par la maire sortante, Michèle Berthy arrive en quatrième position au premier tour et ne se maintient pas.
Lors du second tour de ces élections, la liste menée par son dissident, Maxime Thory (LR) obtient la majorité absolue avec 55,57 % des suffrages exprimés, devançant celle menée par l'ancien maire socialiste de la ville de 2008 à 2014, François Detton, qui a obtenu 44,43 % des suffrages.

### Administration municipale
Compte tenu de l'importance de la population de la ville, le conseil municipal est composé de trente-cinq élus.

### Jumelages
Au 17 janvier 2015, Montmorency n'est, selon le ministère des affaires étrangères, jumelée avec aucune commune. Toutefois, on peut noter que la communauté d'agglomération de la vallée de Montmorency est jumelée avec :
- Kehl (Allemagne) depuis 1970 ;
- Knutsford (Royaume-Uni) depuis 1980.
- Pułtusk (Pologne)

Le comité de jumelage propose deux activités d'échanges scolaires :
- l'association montmorencéenne pour la promotion des échanges culturels entre jeunes (AMPECEJ) avec Kehl ;
- le comité d'échange franco-anglais de Montmorency (CEFAM) avec Knutsford.

## Équipements et services publics

### Eau et déchets
La commune est alimentée en eau par la station de traitement de Méry-sur-Oise, gérée par la société Veolia environnement. L'eau potable à Montmorency est de très bonne qualité bactériologique, contenant peu de nitrates, étant très peu fluorée et devenue relativement peu calcaire depuis la mise en place de la nanofiltration en 1999 à l'usine de distribution. L'eau distribuée est d'origine superficielle, provenant de la filtration des eaux de l'Oise.
En 2013, 21 235 Montmorencéens sont alimentés en eau potable à partir des eaux de l'Oise, préalablement traitées à la station de Méry-sur-Oise. Cette station, propriété du syndicat des eaux d'Île-de-France (SEDIF), est gérée par son délégataire.
Les effluents issus des réseaux d'assainissement sont en presque totalité traités par la station d'épuration Seine Aval (gérée par le syndicat interdépartemental pour l'assainissement de la région parisienne (SIAAP)), après avoir transité par les collecteurs du syndicat intercommunal d'assainissement de la région d'Enghien-les-Bains (SIARE).
Le tri sélectif est mis en place et la fréquence de collecte en porte-à-porte est d'une à trois fois par semaine, selon le type de déchet (verre, emballage et papiers, déchets verts, déchets résiduels) et le statut, collectif ou individuel, de l'habitat. Les encombrants, toujours en porte-à-porte, sont enlevés mensuellement. Les déchets sont ensuite recyclés, compostés ou incinérés en fonction de leur nature. Les particuliers ont également accès à l'éco-site implanté sur la commune du Plessis-Bouchard.

### Enseignement
La commune relève de l'académie de Versailles. Les écoles de la ville sont gérées par l'inspection départementale de l'Éducation nationale de Montmorency. La circonscription de Montmorency fait partie du bassin d'éducation et de formation d'Enghien-les-Bains.
La commune administre trois écoles maternelles et cinq écoles primaires.
Le département gère deux collèges situés dans le centre et au nord, dans le quartier des Champeaux et la région Île-de-France deux lycées situés en centre-ville : le lycée d'enseignement général Jean-Jacques-Rousseau et le lycée professionnel Turgot.
Les deux collèges, Charles-Le Brun (3, rue Le Laboureur) et Pierre-de-Ronsard (4, chemin du Mont-Griffard), sont publics.

### Santé
La présence d'un hôpital à Montmorency remonte à 1207, date à laquelle une Maison-Dieu de douze lits fut créée. La maison-Dieu de Montmorency était une fondation sous gestion laïque, créée par Mathieu II de Montmorency. Au XVe siècle, la maison-Dieu devient hôtel-Dieu. Devenu hôpital, il fut reconstruit pour l'essentiel pendant les années 1970. Rebaptisé en 2002 Simone-Veil, après la fusion des établissements d'Eaubonne et de Montmorency en 1998, il comptait une capacité d'accueil de quatre cent cinquante-neuf lits en 1992. Il regroupe en 2014 plus de 2 600 salariés, dont 579 au sein du site de Montmorency. Après la fermeture successive de chacun de ses services (avec en dernier la maternité qui resta maintenue ouverte plus longtemps) l'hôpital Simone-Veil ferme ses portes fin 2014; l'EHPAD des Coteaux de Montmorency est le seul service de Simone-Veil présent en ville.

### Justice, sécurité, secours et défense
La municipalité a fait le choix, dans le cadre d'une initiative de la communauté d'agglomération (CAVAM), de mettre en place des caméras de vidéosurveillance. Sur les cent-deux prévues sur le territoire des huit communes, onze sont installées à Montmorency à divers emplacements stratégiques de la ville : sur la place Roger-Levanneur, le parking du marché, devant les collèges et lycées, rond-point de la Chênée... La mise en œuvre d'un tel dispositif à l'échelle d'une communauté d'agglomération est une première en France. L'ensemble est visionné à partir d'un local implanté au sein du commissariat de la ville. L'investissement représente cinq millions d'euros auxquels il faut ajouter un coût de fonctionnement de cinq-cent-cinquante-mille euros par an.
Montmorency abrite plusieurs administrations et juridictions sur son territoire : un tribunal d'instance et un conseil de prud'hommes.
Ces deux tribunaux étaient logées dans deux bâtiments communaux offrant des surfaces inadaptées au bon fonctionnement des juridictions, ce qui a motivé le schéma directeur de restructuration du patrimoine immobilier judiciaire du Val-d'Oise à rassembler les deux structures dans un nouveau bâtiment. Le nouvel édifice bâti par l'architecte Dominique Coulon, d'une superficie de 2 100 m2, inclut une salle des pas perdus et deux salles d'audiences. Il accueille, dans le quartier de l'esplanade de l'Europe, les 93 magistrats et conseillers et les 36 fonctionnaires des deux juridictions concernées. Le début des travaux, initialement prévu fin 2008, a été effectué en avril 2011, et la livraison du bâtiment, planifiée tout d'abord en 2009, a été réalisée en septembre 2013, pour une mise en service en novembre de la même année.

## Population et société

### Démographie
L'évolution du nombre d'habitants est connue à travers les recensements de la population effectués dans la commune depuis 1793. Pour les communes de plus de 10 000 habitants les recensements ont lieu chaque année à la suite d'une enquête par sondage auprès d'un échantillon d'adresses représentant 8 % de leurs logements, contrairement aux autres communes qui ont un recensement réel tous les cinq ans,.

En 2022, la commune comptait 21 677 habitants, en évolution de +1,03 % par rapport à 2016 (Val-d'Oise : +4 %, France hors Mayotte : +2,11 %).
| 1793  | 1800  | 1806  | 1821  | 1831  | 1836  | 1841  | 1846  | 1851  |
| ----- | ----- | ----- | ----- | ----- | ----- | ----- | ----- | ----- |
| 1 870 | 1 697 | 1 683 | 1 573 | 1 789 | 1 870 | 1 930 | 2 051 | 2 144 |

| 1856  | 1861  | 1866  | 1872  | 1876  | 1881  | 1886  | 1891  | 1896  |
| ----- | ----- | ----- | ----- | ----- | ----- | ----- | ----- | ----- |
| 2 359 | 2 613 | 3 126 | 3 494 | 4 088 | 4 295 | 4 894 | 4 577 | 4 966 |

| 1901  | 1906  | 1911  | 1921  | 1926  | 1931   | 1936   | 1946   | 1954   |
| ----- | ----- | ----- | ----- | ----- | ------ | ------ | ------ | ------ |
| 5 419 | 5 997 | 7 093 | 8 490 | 9 977 | 10 891 | 10 535 | 11 126 | 14 094 |

| 1962   | 1968   | 1975   | 1982   | 1990   | 1999   | 2006   | 2011   | 2016   |
| ------ | ------ | ------ | ------ | ------ | ------ | ------ | ------ | ------ |
| 16 369 | 18 691 | 20 860 | 20 798 | 20 920 | 20 599 | 21 416 | 20 945 | 21 457 |

| 2021   | 2022   | - | - | - | - | - | - | - |
| ------ | ------ | - | - | - | - | - | - | - |
| 21 870 | 21 677 | - | - | - | - | - | - | - |

Après avoir connu une forte augmentation depuis le début du XXe siècle, et plus particulièrement entre 1946 et 1968 où la population est passée de onze mille à dix-neuf mille habitants environ, le nombre d'habitants s'est stabilisé depuis près de quarante ans, et ce malgré les quelques nouvelles constructions. La stabilisation constatée est due à l'occupation de la quasi-totalité des espaces libres de la commune qui limitent l'urbanisation nouvelle et à la diminution globale en France du nombre de personnes par foyer.
La structure de la population par classe d'âge ainsi que son évolution de 2006 à 2011, au niveau communal ou régional, présentent un aspect un peu différent,,. La part des moins de 15 ans est, en 2011, inférieure d'un point dans la commune par rapport à la région (18,5 % contre 19,4 %), alors que la valeur était identique en 2006 (respectivement 19,4 et 19,5 %). La tranche d'âge supérieure (15 à 29 ans) est sous-représentée en 2011 à Montmorency par rapport à l'Île-de-France (18,4 contre 20,6 %) mais, sur cinq ans, la différence tend à se réduire puisqu'en 2006 les valeurs étaient respectivement de 17,1 et 21,3 %. La classe d'âge des 30 à 44 ans accuse un réel déficit au niveau local (19,4 %) par rapport au niveau régional (22,2 %), ce deux valeurs étant par ailleurs en baisse sur la période de référence 2006-2011. La différence la plus significative est observée pour la population d'âge supérieur ou égal à 45 ans qui regroupe, en 2011, 44,7 % de la population montmorencéenne contre seulement 37,6 % à l'échelle francilienne.
La population de Montmorency est donc un peu plus âgée que la moyenne régionale, tendance qui va perdurer encore au moins quelques années, voire décennies, les tranches d'âge moyen étant, en 2011, également sous-représentées au niveau local.

### Manifestations culturelles et festivités
Plusieurs évènements culturels ou festifs participent chaque année à l'animation de Montmorency, comme la foire aux produits régionaux "Les Naturelles" en mars (parc de la mairie), Montmartre à Montmorency sur la place Roger-Levanneur en juin, où des artistes peignent en plein air, la soirée Expoz Ton Style, qui permet de découvrir les jeunes talents de la commune (musique, chant, théâtre, humour, photographie, peinture...), le Ciné Plein Air dans le parc de l'hôtel de Ville le dernier week-end d'août.

### Sports et loisirs
Montmorency compte 73 associations et clubs sportifs.
Parmi les principaux clubs figurent le FC Montmorency (football), ou le Rugby club de la vallée de Montmorency (rugby à XV), fondé en 2014.

#### Les équipements sportifs
La ville est dotée d'un centre nautique, de deux stades, d'un gymnase et d'un complexe sportif. Les installations sportives à Montmorency occupent une quinzaine d'hectares de superficie.
Le Centre nautique intercommunal, situé dans le bas-Montmorency, compte 700 m2 de plan d'eau répartis sur deux bassins (25 × 15 m ; 15 × 15 m) ainsi que 1 000 m2 de terrasses.
Le parc des sports Nelson-Mandela (chemin de la Butte-aux-Pères), situé aux Champeaux dans le haut-Montmorency, fut créé à partir de 1977 et comporte un gymnase, une salle multisports (dojo, boulodrome, salle multi activités), des terrains extérieurs, trois en herbe et deux consolidés (football, rugby), des courts de tennis, un skatepark et un pas de tir à l'arc. Le complexe sportif des Gallerands (rue des Gallerands), à l'est du centre-ville, comporte des courts de tennis, un pas de tir à l'arc et un gymnase. Le stade du Fort est quant à lui spécialisé dans le rugby. Enfin, le gymnase Ferdinand-Buisson (avenue de la Ire-Armée-Française), situé dans le quartier des Champeaux, est plus spécialisé dans les arts martiaux et la gymnastique.

### Médias
La commune ne possédait qu'un média montmorencéen écrit spécifiquement, le magazine municipal Vivre Montmorency à parution bimestrielle en alternance avec la lettre du maire. La communication municipale a toutefois pris un nouveau titre après le changement de majorité en 2008, avec la parution en alternance de la lettre du maire et du magazine M comme Montmorency, puis une nouvelle fois en 2014, avec la parution bimestrielle de La Lettre de Montmorency.

### Cultes

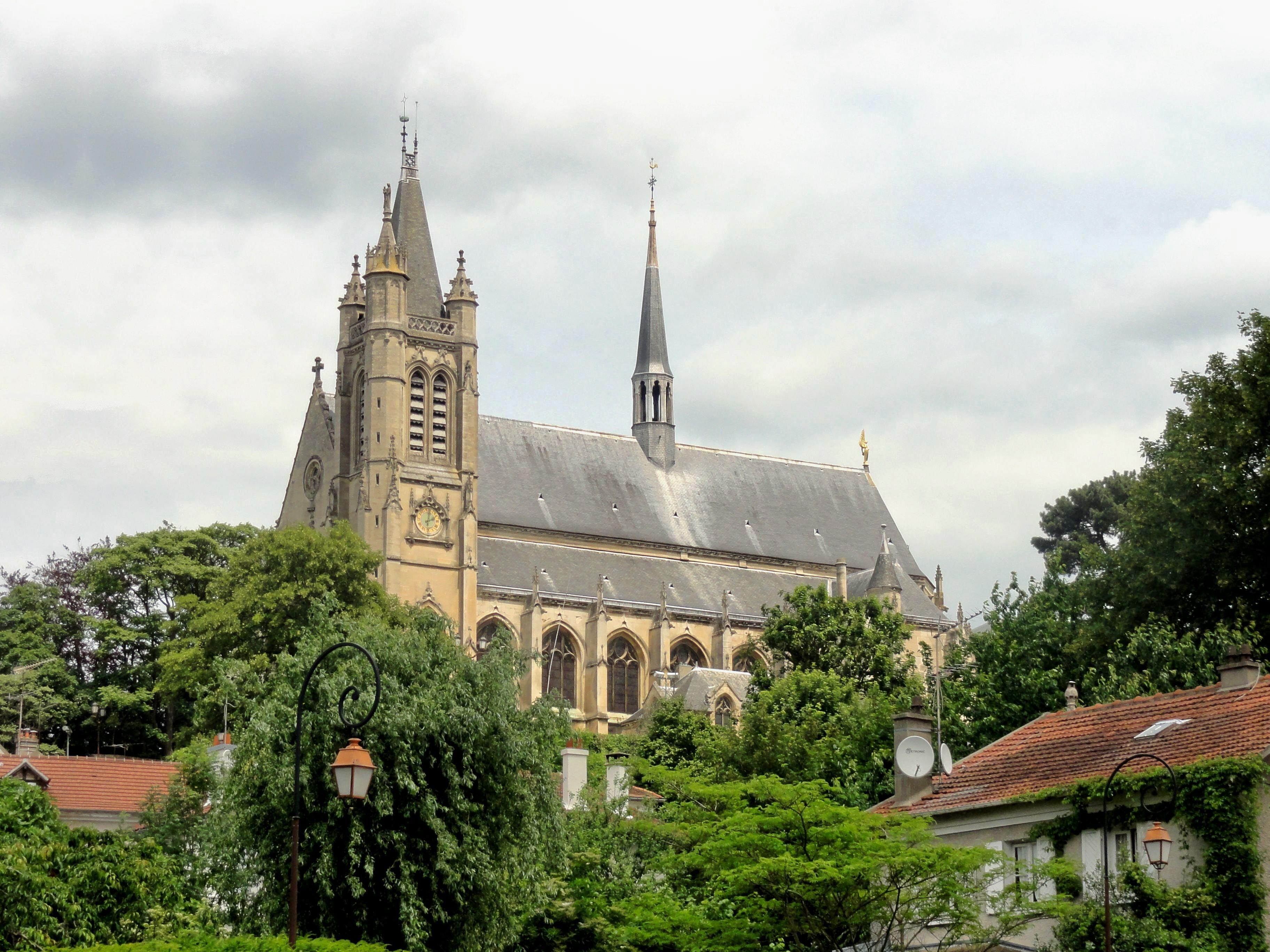
Collégiale Saint-Martin.

#### Culte catholique
Les fidèles sont accueillis à la collégiale Saint-Martin et dans l'église Saint-François-d'Assise, édifiée pour les fidèles des Champeaux en 1971. Les deux paroisses de Montmorency, appartenant au doyenné d'Enghien-Montmorency, relèvent du diocèse de Pontoise.
Montmorency est également le lieu de résidence de différentes congrégations religieuses : les sœurs franciscaines Notre-Dame-des-Douleurs, les sœurs franciscaines Réparatrices-de-Jésus-Hostie et les pères Pallotins.

#### Culte israélite
Un centre communautaire est installé à Montmorency (9, rue de Pontoise). Une synagogue est située rue de Malleville à Enghien, derrière l'établissement thermal.

#### Culte protestant
Les paroissiens se retrouvent au temple d'Enghien-les-Bains, situé à la limite de Montmorency (171, avenue de la Division-Leclerc).

## Économie

### Revenus et fiscalité
En 2011, le revenu fiscal médian par ménage était de 40 841 €, ce qui plaçait Montmorency au 2 646e rang parmi les 31 886 communes de plus de 49 ménages en métropole.
Sur la base des données disponibles en 2011, Montmorency arrive au 39e rang des villes françaises au regard du taux de foyers fiscaux assujettis à l'impôt de solidarité sur la fortune (ISF). Cet impôt concerne 2,38 % des 12 092 foyers fiscaux de la ville, pour un patrimoine déclaré moyen de 2 635 879 € par foyer.
Les indicateurs de revenus et de fiscalité à Montmorency et dans l'ensemble de l'Île-de-France en 2011 sont présentés ci-dessous, :
|                                                                             | Montmorency | Île-de-France |
| --------------------------------------------------------------------------- | ----------- | ------------- |
| Revenu net déclaré par foyer fiscal (en €)                                  | 40 891      | 32 541        |
| Part des foyers fiscaux imposables sur l'ensemble des foyers fiscaux (en %) | 70,4        | 74,9          |

Le revenu moyen par foyer fiscal est très nettement supérieur à la moyenne régionale, tout comme la proportion de foyers imposables, même si pour cette dernière variable l'écart est moins important.

### Industrie, commerce et services
Le tableau ci-dessous présente le nombre d'entreprises à Montmorency en 2012, selon le secteur d'activité et le nombre de salariés :
|                                                              | Total | %     | 0 salarié | 1 à 9 salariés | 10 à 19 salariés | 20 à 49 salariés | 50 salariés ou plus |
| ------------------------------------------------------------ | ----- | ----- | --------- | -------------- | ---------------- | ---------------- | ------------------- |
| Ensemble                                                     | 1 712 | 100,0 | 1 336     | 313            | 22               | 24               | 16                  |
| Agriculture, sylviculture et pêche                           | 2     | 0,1   | 2         | 0              | 0                | 0                | 0                   |
| Industrie                                                    | 57    | 3,3   | 40        | 13             | 2                | 0                | 2                   |
| Construction                                                 | 145   | 8,5   | 110       | 32             | 3                | 0                | 0                   |
| Commerce, transports, services divers                        | 1 253 | 73,2  | 985       | 248            | 13               | 7                | 0                   |
| dont commerce et réparation automobile                       | 254   | 14,8  | 196       | 54             | 1                | 3                | 0                   |
| Administration publique, enseignement, santé, action sociale | 255   | 14;9  | 199       | 20             | 5                | 17               | 14                  |
| Champ : ensemble des activités.                              |       |       |           |                |                  |                  |                     |

Ville à caractère résidentiel dès le XVIIe siècle, Montmorency possède peu d'activités économiques. Plusieurs briqueteries exploitaient l'argile du plateau des Champeaux à la fin du XIXe siècle, mais l'exploitation a rapidement cessé. La fabrication de tuiles qui s'est poursuivie sur le site a totalement cessé dans les années 1980. Néanmoins, une zone artisanale de trois hectares environ a été aménagée et accueille de petites entreprises au parc d'activités de la Butte-aux-Pères, sur le plateau des Champeaux, au Nord de la commune. La ville cherche à y promouvoir l'installation d'entreprises liées aux services ou à la haute technologie. On peut citer BALT Extrusion, spécialisée dans la fabrication de cathéters et sondes vasculaires.
Les entreprises implantées à Montmorency en 2012 sont en très grande majorité (78 %) de petites structures n'ayant pas recours à la main d'œuvre salariale. Pour autant, à la même date, deux industries installées sur la commune emploient respectivement 50 et 130 salariés. L'hôpital Simone-Veil reste le premier employeur de la ville avec près de 580 salariés sur le seul site de Montmorency.
Onze maisons de retraite ont élu domicile sur le territoire communal.
L'activité commerciale est elle-même très limitée, la commune ne possédant pas de grands centres commerciaux. Seule une moyenne surface commerciale (Intermarché) existe à l'extrémité septentrionale de la commune (avenue de Domont), et une petite surface (Franprix) dans le centre, rue de Pontoise. Le commerce se concentre essentiellement autour du centre historique : place Roger-Levanneur (place du Marché), rue Carnot et rue Saint-Jacques essentiellement. Le marché de Montmorency, créé au Moyen Âge avec une fréquence hebdomadaire, est au XXIe siècle bihebdomadaire (mercredis et dimanches matin).

### Emploi
Les deux tableaux ci-dessous présentent les chiffres-clés de l'emploi à Montmorency et leur évolution sur les six dernières années renseignées, :
|                               | Montmorency 2011 | Montmorency 2006 |
| ----------------------------- | ---------------- | ---------------- |
| Population de 15 à 64 ans     | 13 388           | 13 650           |
| Actifs (en %)                 | 75,2             | 74,9             |
| dont :                        |                  |                  |
| Actifs ayant un emploi (en %) | 67,6             | 68,4             |
| Chômeurs (en %)               | 7,7              | 6,6              |

|                                      | Montmorency 2011 | Montmorency 2006 |
| ------------------------------------ | ---------------- | ---------------- |
| Nombre d'emplois dans la zone        | 4 685            | 4 788            |
| Indicateur de concentration d'emploi | 51,0             | 50,5             |

Le chômage s'établit en 2011 à 7,7 % de la population active, en hausse d'un point sur six ans. Le faible niveau de l'indicateur de concentration d'emploi (environ 5 emplois proposés pour 10 actifs), sanctionne le peu d'attractivité du territoire communal. En 2011, seuls 16,3 % des actifs montmorencéens ayant un emploi travaillent dans la commune. La plupart des actifs travaillent hors de la vallée de Montmorency, qui connaît un déficit d'emplois, soit dans l'agglomération de Cergy-Pontoise, ou pour la plupart dans le département des Hauts-de-Seine ou à Paris.

## Culture locale et patrimoine

### Lieux et monuments

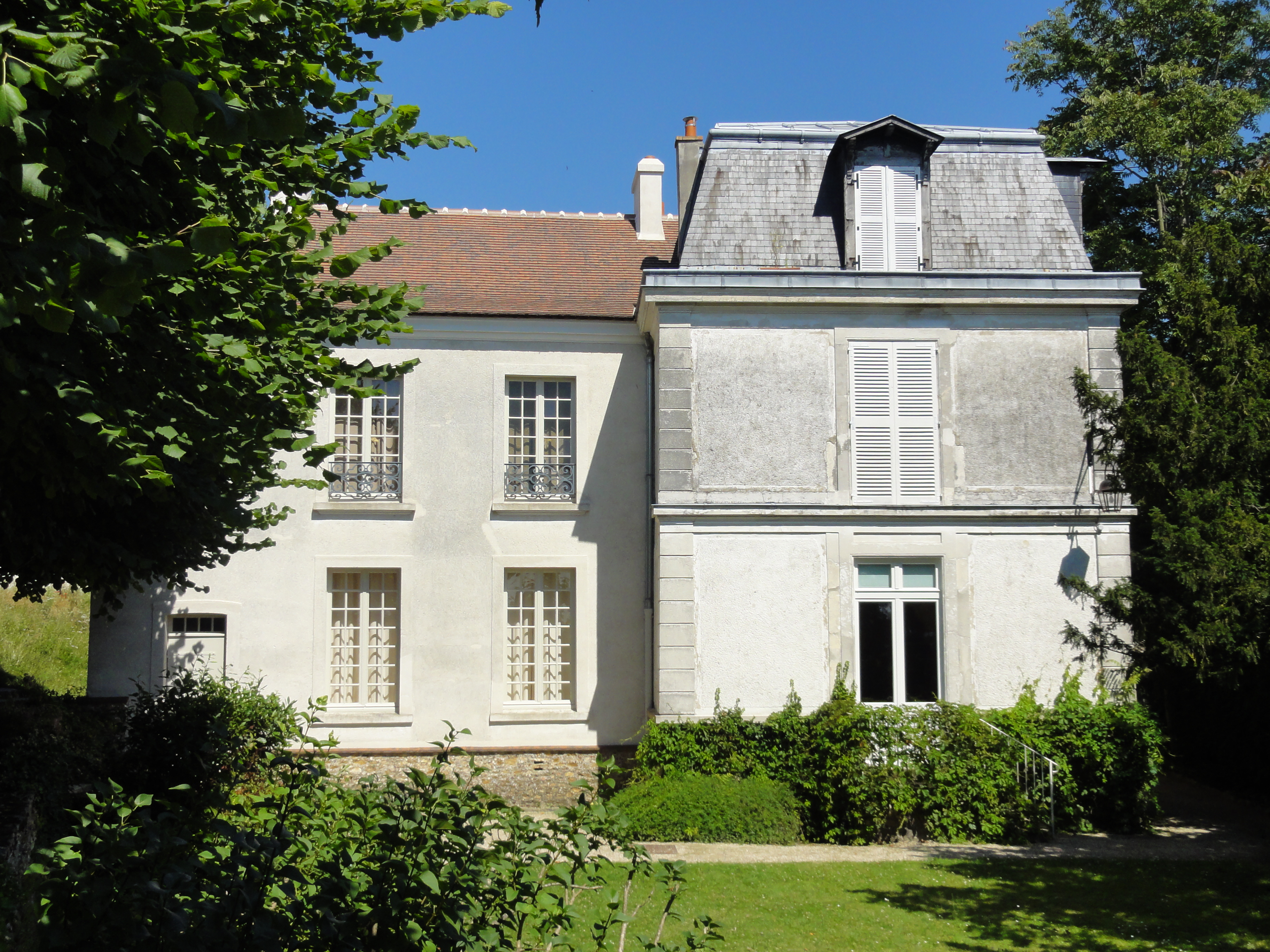
Musée Jean-Jacques Rousseau.

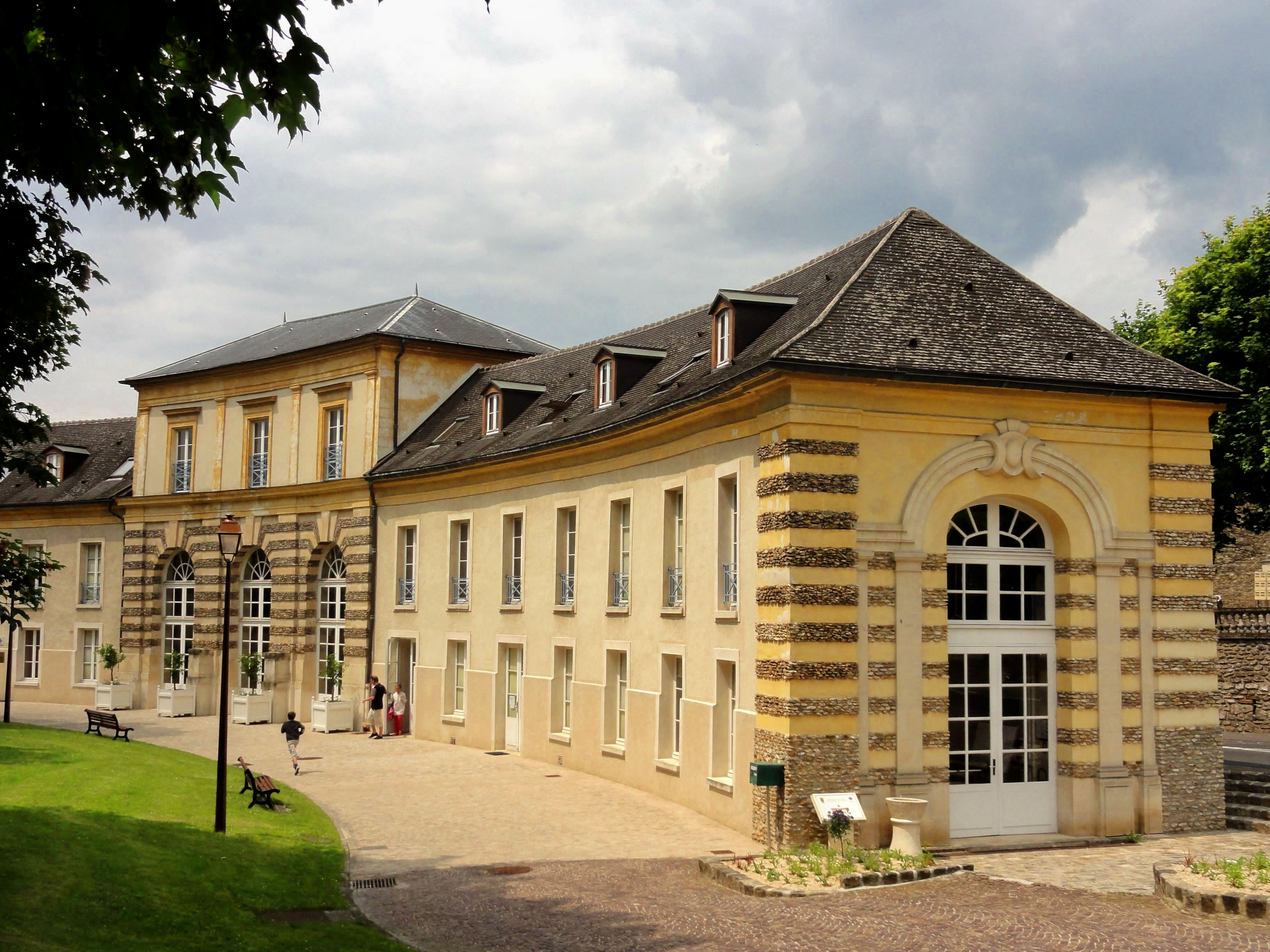
Orangerie du château.

Montmorency compte trois monuments historiques classés ou inscrits, et douze sites classés : le parc de l'hôtel de ville, la châtaigneraie et le mont Olympe en sont les principaux.
Le musée Jean-Jacques-Rousseau situé 5, rue Jean-Jacques-Rousseau / 4-6, rue du Mont-Louis est classé à l'inventaire des monuments historiques depuis le 21 décembre 1984). Ouvert depuis 1952, il est installé dans la petite maison du Montlouis où Rousseau séjourna de 1757 à 1762 après son départ de l'Hermitage. Il présente le modeste logis de Rousseau et plusieurs salles d'exposition. Au fond du jardin, « le donjon », petit pavillon mansardé, était le cabinet de travail de l'écrivain. La maison des Commères adjacente reçut son nom de la bouche même de Thérèse Levasseur, compagne de Rousseau. Cette maison de deux étages, datant du XVIIe siècle, accueillait durant le séjour de Rousseau deux jansénistes qui pouvaient facilement épier le philosophe, assez inquiet voire paranoïaque de nature. La maison, acquise par la ville en 1974 puis restaurée, accueille de nos jours la Bibliothèque d'études rousseauistes, centre d'études consacré au XVIIIe siècle et à Rousseau. Elle conserve un fonds de quarante mille volumes environ concernant l'auteur, le XVIIIe siècle en général, mais également l'histoire de la ville,. La maison accueille par ailleurs le siège de la Société d'histoire de Montmorency et de sa région, fondée en 1981 et qui comptait 186 adhérents en 2002.
La collégiale Saint-Martin (classée monument historique par liste de 1840) a été bâtie de 1515 à 1563 en style flamboyant à l'emplacement d'un édifice du XIIe siècle. Elle fut jusqu'à la Révolution française la nécropole des ducs de Montmorency et devint, en partie, église paroissiale en 1630. Elle est remarquable pour son ensemble de vitraux de la Renaissance.
L'orangerie du château de Crozat, rue du Temple (inscrit monument historique par arrêté du 7 septembre 1977) a été édifiée en 1719 dans une forme semi-circulaire. C'est l'unique vestige du domaine du décorateur du château de Versailles. Longtemps abandonnée, elle fut transformée en habitation au XIXe siècle et totalement défigurée par sa surélévation et la destruction de ses motifs sculptés. Acquise par la commune en 1984, elle a été réhabilitée de 1987 à 1992 par les Bâtiments de France puis dédiée à l'école de musique et de danse de la ville.
On peut également signaler :
La place Roger-Levanneur, ou place du Marché, est le cœur de la ville, entouré de maisons pour la plupart du XIXe siècle. Sa vocation commerciale remonte au XIIIe siècle. En 1789, un arrangement entre les commerçants et le prince de Condé permit d'y édifier une halle en bois. Détruite en 1834, elle fut remplacée par une halle en maçonnerie, qui disparut à son tour en 1884. Cette halle était appelée le « porche aux ânes ». C'est en effet ici qu'on trouvait ces montures pittoresques dont raffolaient les Parisiens au XIXe siècle pour la découverte de la forêt. La place du Marché devint la place de la Loi durant la Révolution. En 1794, une veillée funèbre y eut lieu à l'occasion du transfert des cendres de Jean-Jacques Rousseau d'Ermenonville au Panthéon à Paris. Elle doit son nom actuel à un jeune patriote de vingt et un ans en août 1944, fils d'un commerçant de la ville, en liaison avec la Résistance locale, qui fut arrêté par les SS et torturé à mort. Il reçut à titre posthume la Médaille militaire et la Croix de guerre.
L'auberge du Cheval-Blanc, sur la place du Marché, était le lieu de rendez-vous des célébrités sous la Restauration, elle fut fondée en 1739 par Nicolas Leduc, géomètre du prince de Condé. Dénommée à l'époque « La Fleur de lis », elle changea naturellement de nom à la Révolution et prit le nom de « Cheval blanc ». Son enseigne a été réalisée par les peintres Isabey et Gérard afin de s'acquitter de leur dette auprès de l'aubergiste.

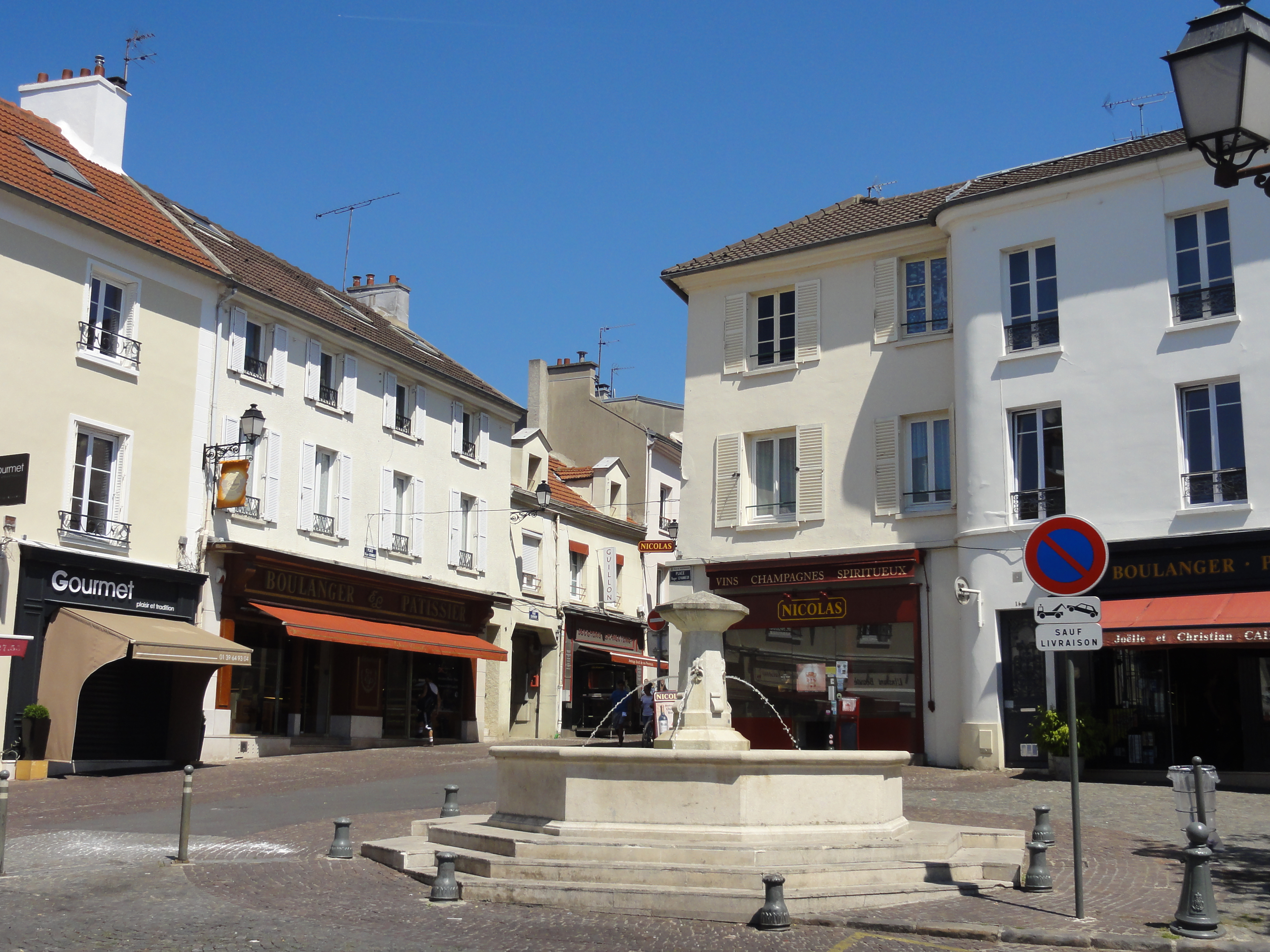
La place Roger-Levanneur et sa fontaine.
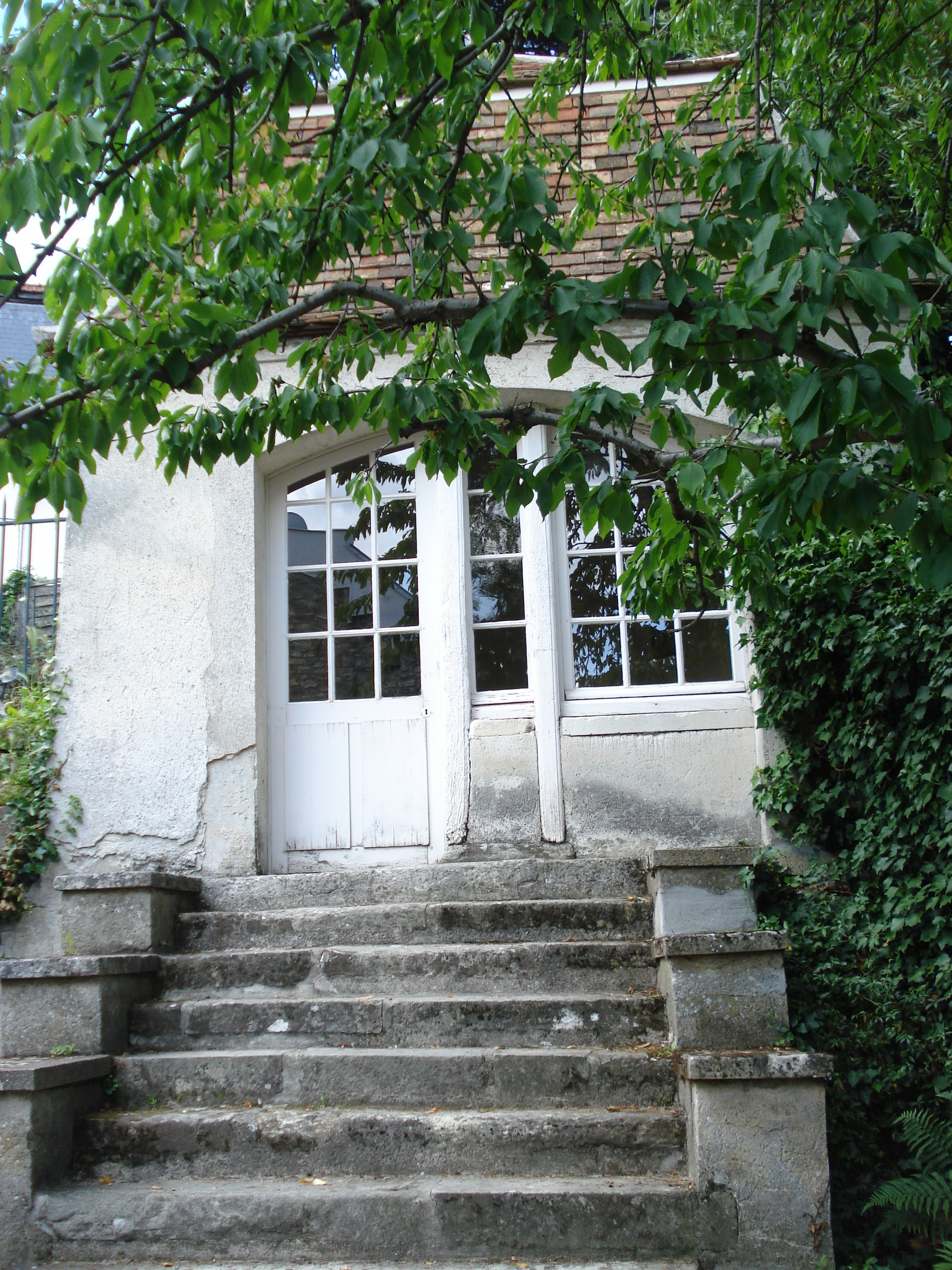
Le cabinet de travail de Rousseau.
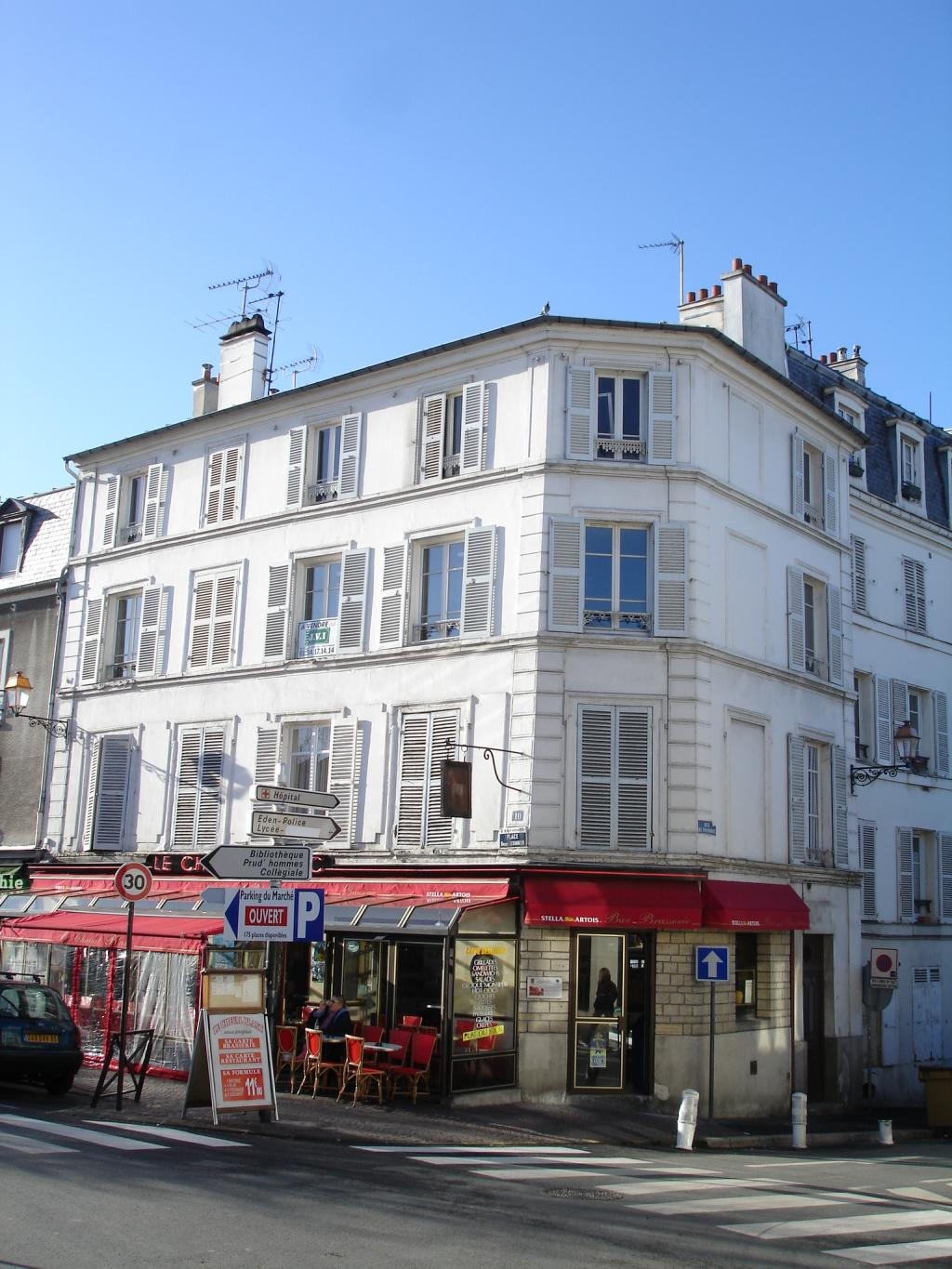
L'auberge du Cheval-Blanc.
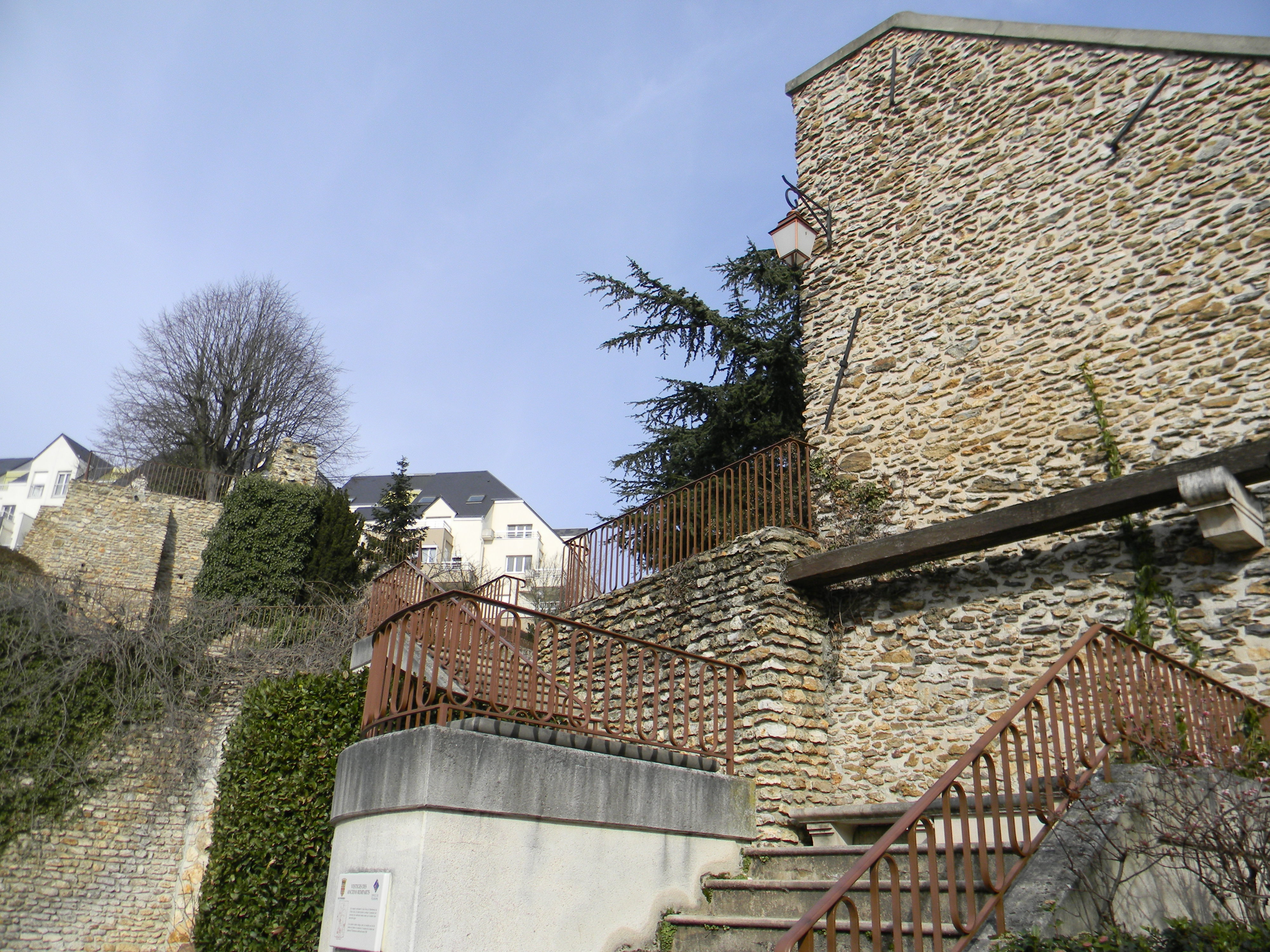
Les anciens remparts.
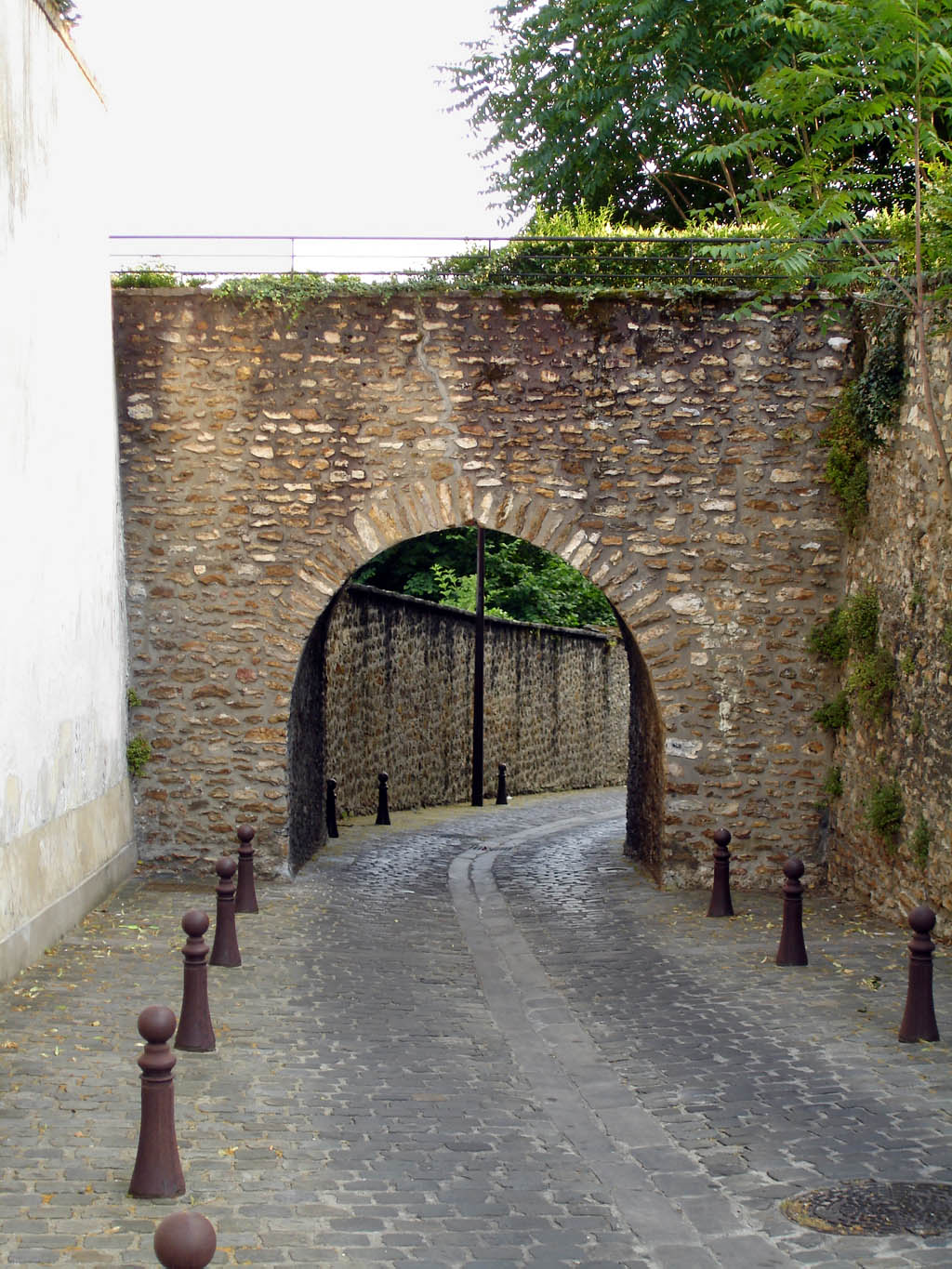
Pont de la rue Saint-Victor.
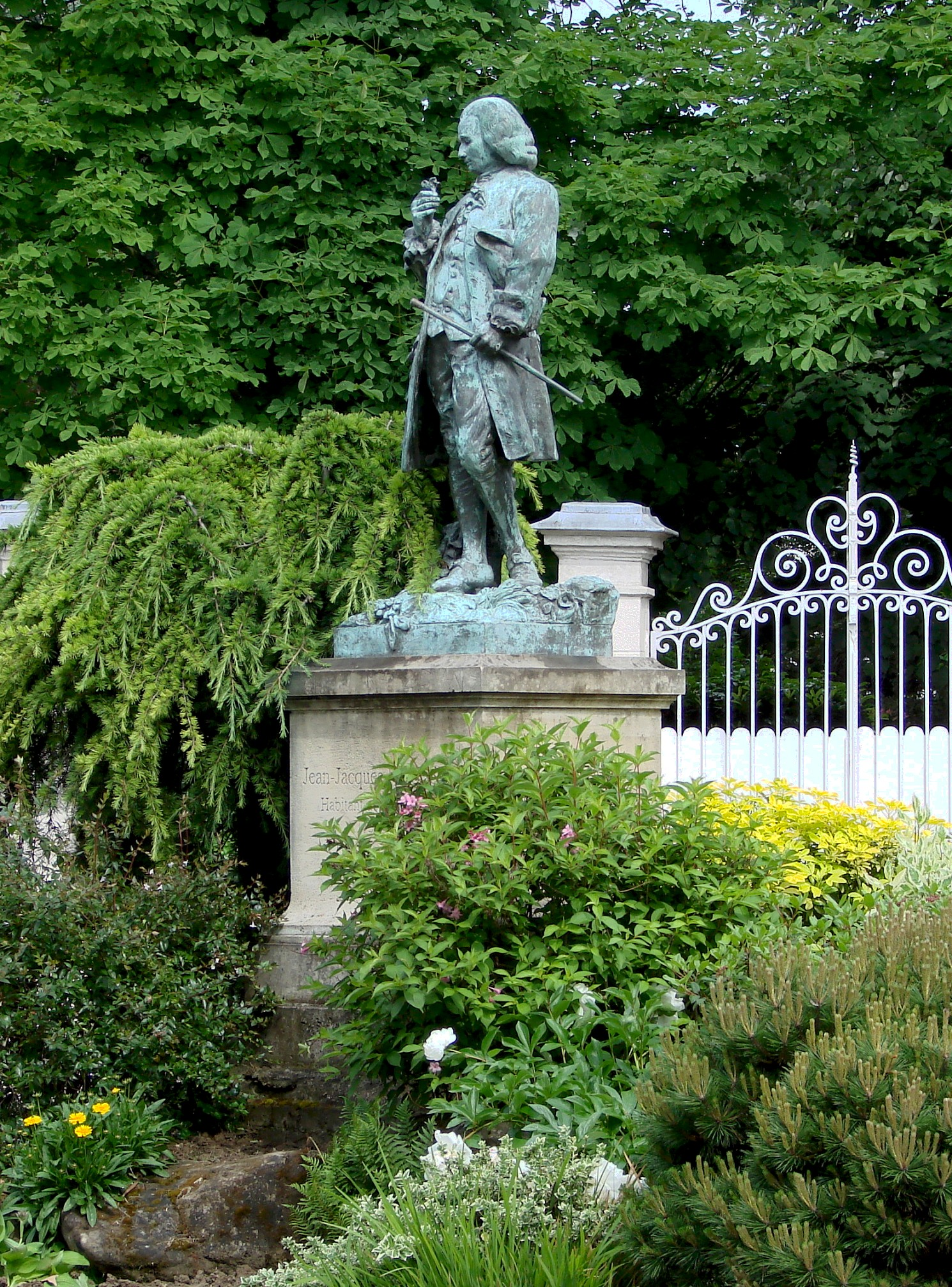
Statue de Jean-Jacques Rousseau.

Les remparts du XVe siècle, dans les jardins de l'Observance, rue de l'Observance, sont longtemps restés cachés derrière les maisons de l'îlot central de la ville. Apparus lors des démolitions et projets de constructions des années 1970, ils ont été dégagés et mis en valeur par la municipalité à partir de 1985.
Le pont de la rue Saint-Victor est un petit pont de pierre édifié par le bailli Louis Le Laboureur, qui servait à relier le fief de Châteaumont, sa propriété, à la motte féodale qui lui fut vendue par le prince de Condé en 1675, à l'exception du donjon s'y trouvant qui conserve son statut de château féodal. Le bailli s'empressa de rejoindre les deux parties de sa propriété par ce pont.
La statue de Jean-Jacques Rousseau, sur le rond-point de l'avenue Émile, est une œuvre de Louis Carrier-Belleuse de 1907, elle fut envoyée à la fonte en 1942 par les Allemands. En 1960, la municipalité fait appel à Hélène Guastalla (1903-1983) afin d'édifier une nouvelle statue. Celle-ci, réalisée en pierre, est détruite le 10 novembre 1994, lors d'un accident de la route provoqué par un automobiliste ivre. Une nouvelle statue, copie d'un bronze d'Albert Carrier-Belleuse, père du premier sculpteur, l'a finalement remplacée en 1998.
L'hôtel de ville, avenue Foch, est installé dans un petit château néo-classique édifié de 1788 à 1791 par Nicolas-Louis Goix, riche bourgeois de Paris, qui conserva le domaine jusqu'en 1825. Il fut racheté par Émilien Rey de Foresta en 1859, qui entreprit de lotir le domaine de treize hectares. Les initiales « RF » figurant sur les grilles du parc ne sont pas, contrairement à l'idée commune, la signification de « République française » mais tout simplement les initiales de ce propriétaire qui fut par ailleurs maire de Montmorency de 1865 à 1880. L'édifice est devenu la mairie en 1906. Le château, construit sur un plan carré de 19,5 m de côté, comporte deux niveaux surmontés d'un étage en attique, et accessibles par un escalier à double révolution. Le beau parc de 2,2 hectares qui l'entoure, ouvert au public, possédait un magnifique cèdre du Liban planté à la fin du XVIIIe siècle, classé monument naturel, mais qui fut malheureusement détruit, déstabilisé par une pluie de glace le 2 janvier 1982. La conciergerie du domaine, avenue Foch, abrite l'office de tourisme et les services culturels de la ville.
La maison Jean-Bertheroy située 5, rue de l'Hermitage, est une villa édifiée en 1891 dans le style italien en face de l'Hermitage de Rousseau par Berthe-Corinne Le Barillier (1858-1917), romancière à succès qui produisit de 1887 à 1927 une cinquantaine de romans « antiquisants », historiques, mais aussi modernes, sous le nom de Jean Bertheroy. Première présidente du jury Femina en 1904, elle milita pour l'amélioration de la condition féminine et reçut la Légion d'honneur. Son œuvre, d'un style démodé et pompeux, tomba en désaffection.
Le château du duc de Dino a été édifié entre 1879 et 1884 par le banquier Isaac Léopold Sée à l'emplacement du grand château, magnifique propriété du maréchal de Montmorency-Luxembourg qui hantait Rousseau, et qui fut démoli en 1817. Construit en brique rouge et pierre, son style est fortement inspiré par le style néo-Renaissance. Racheté par la ville en 1991, il est affecté à l'association « Mars 95 » pour la réinsertion d'enfants en difficulté.

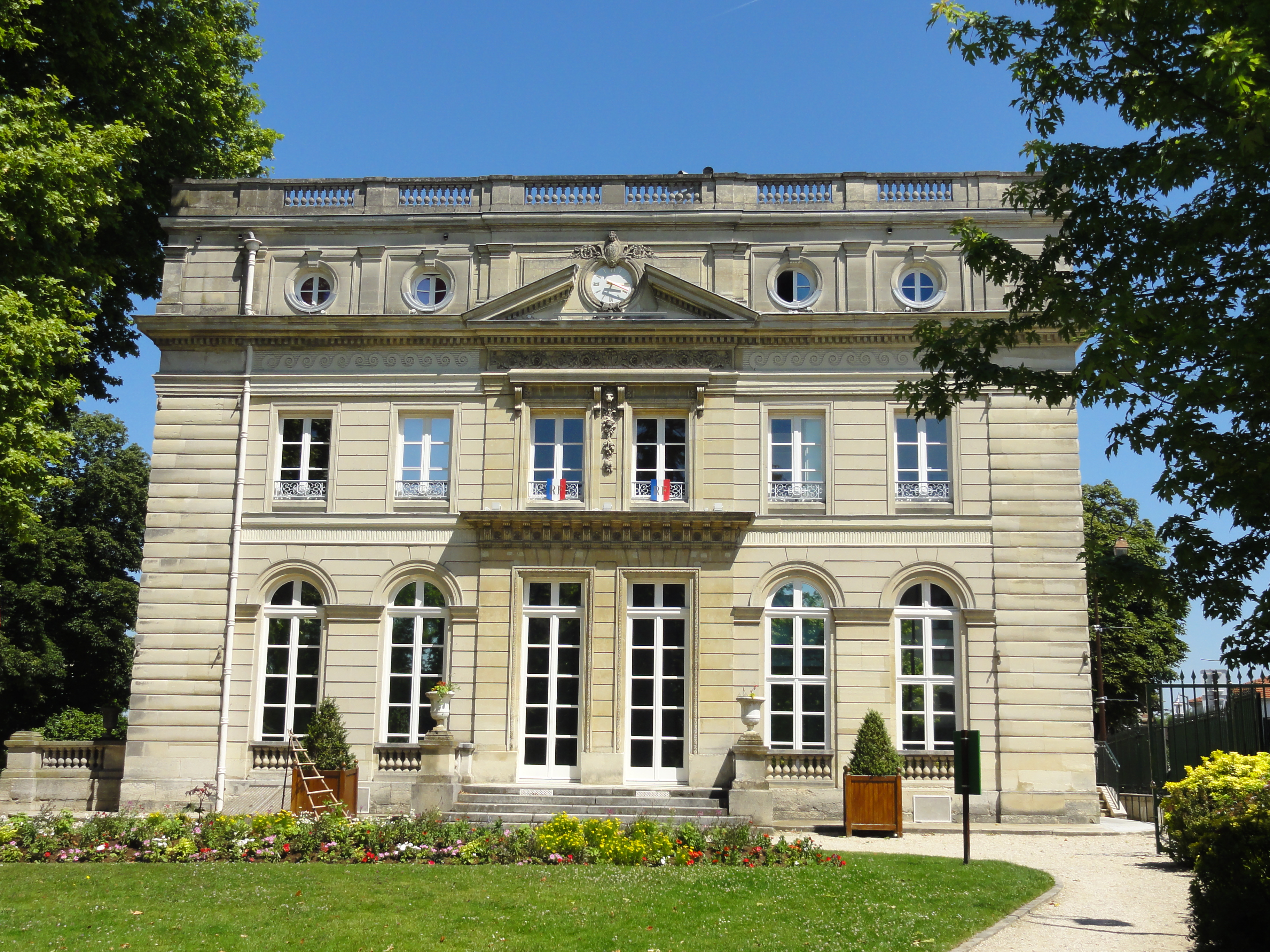
Façade occidentale de la mairie.
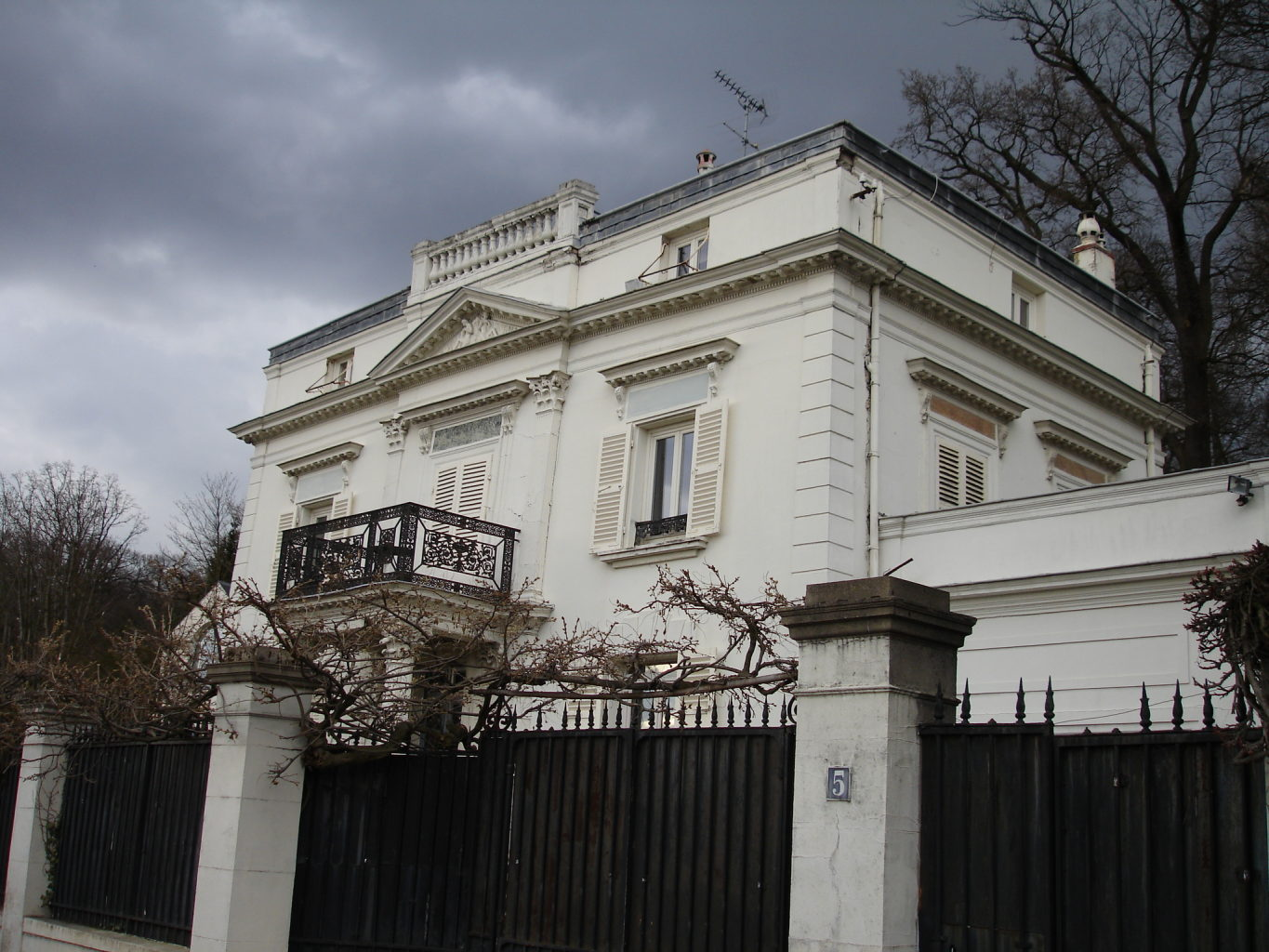
Maison Jean Bertheroy.
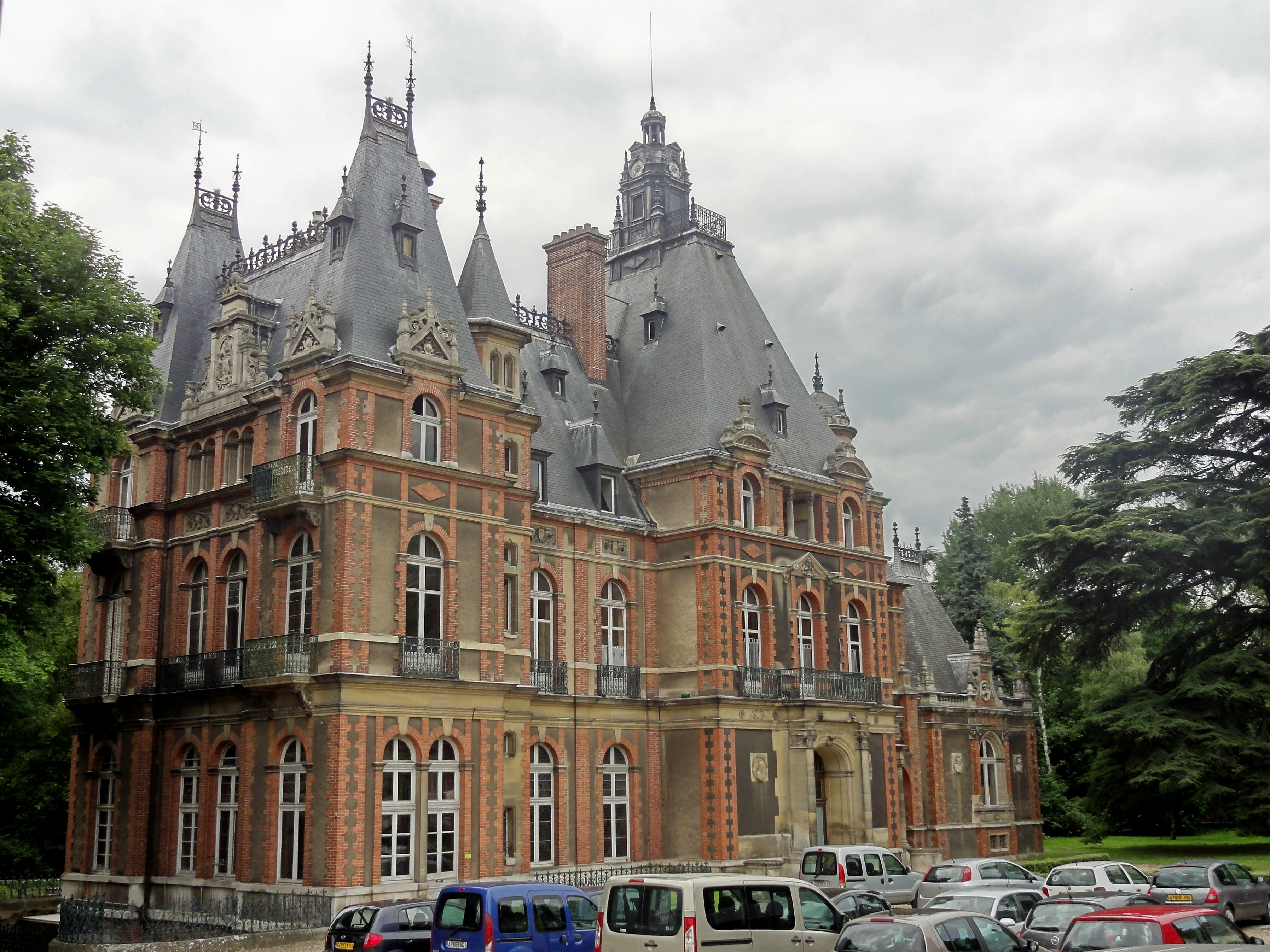
Château du duc de Dino.
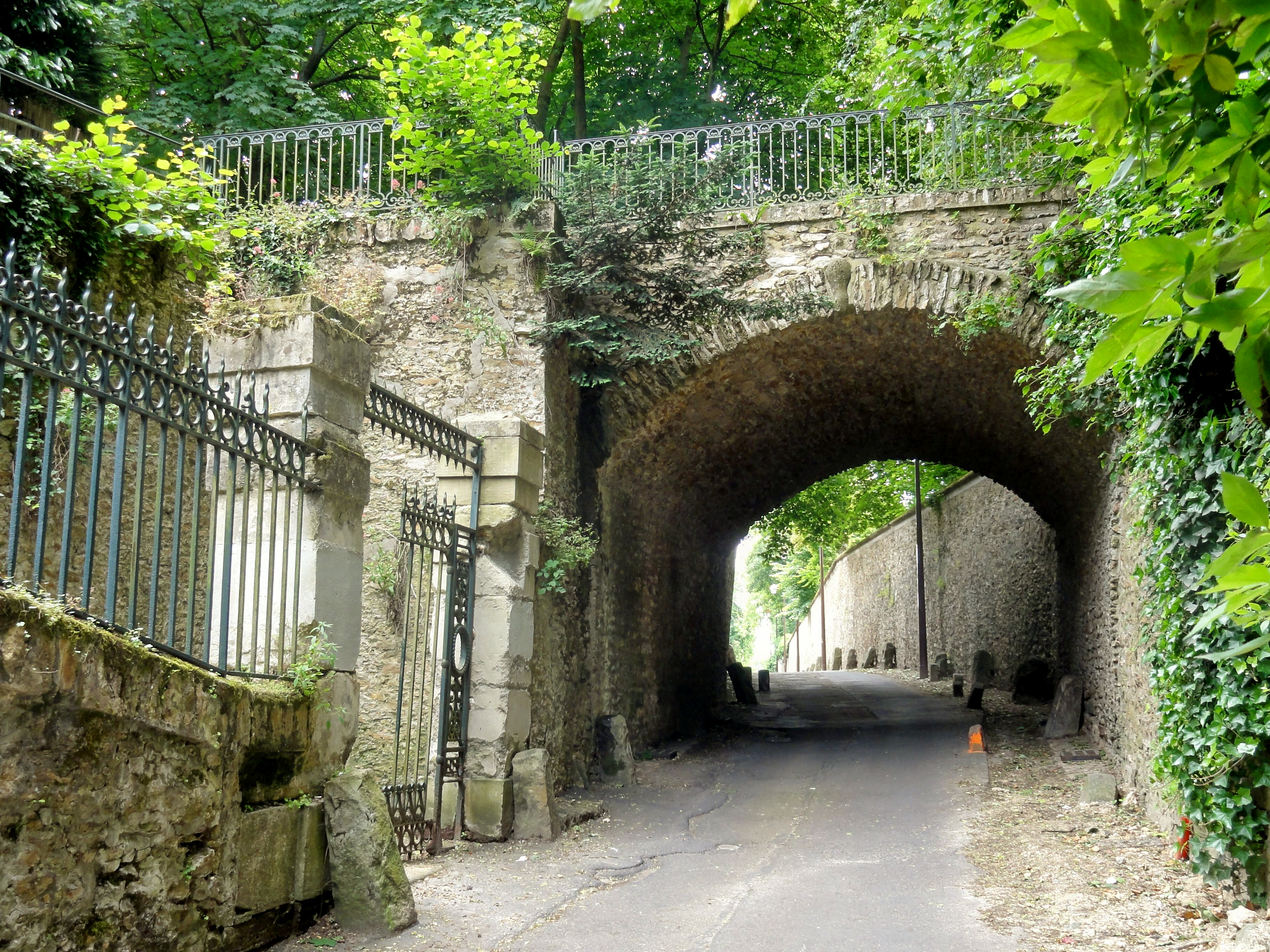
Pont de la rue des Granges.
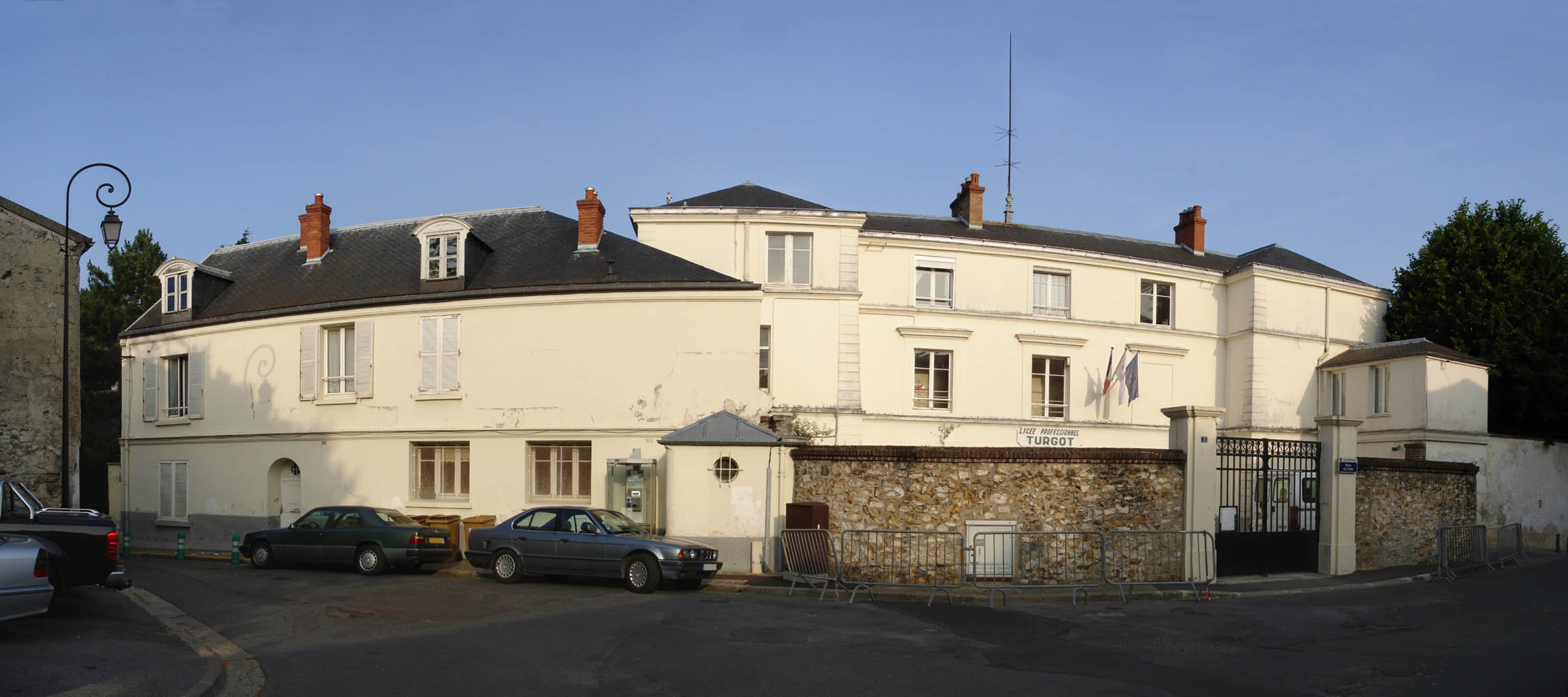
Lycée Turgot.
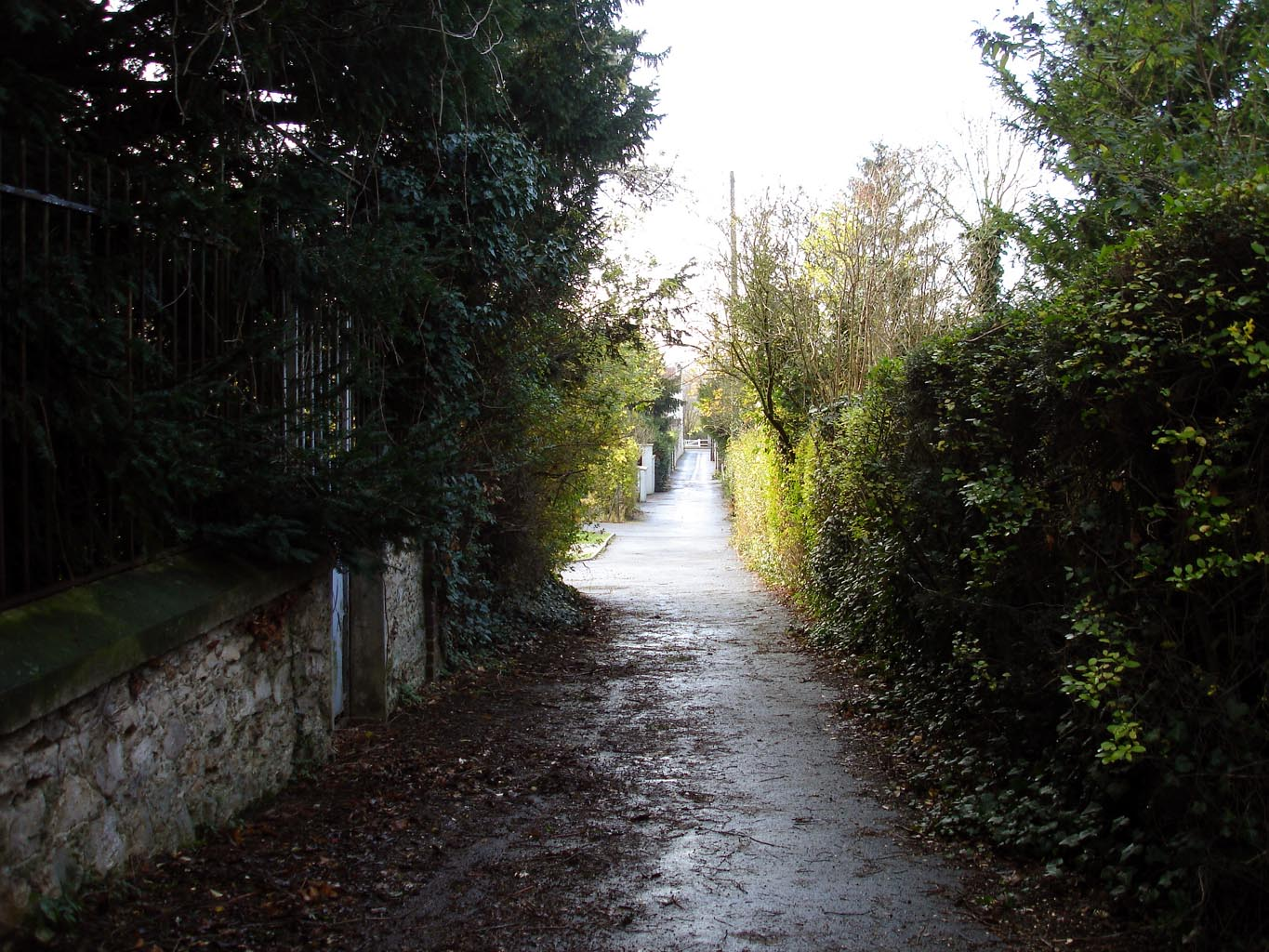
Chemin des Carrières.
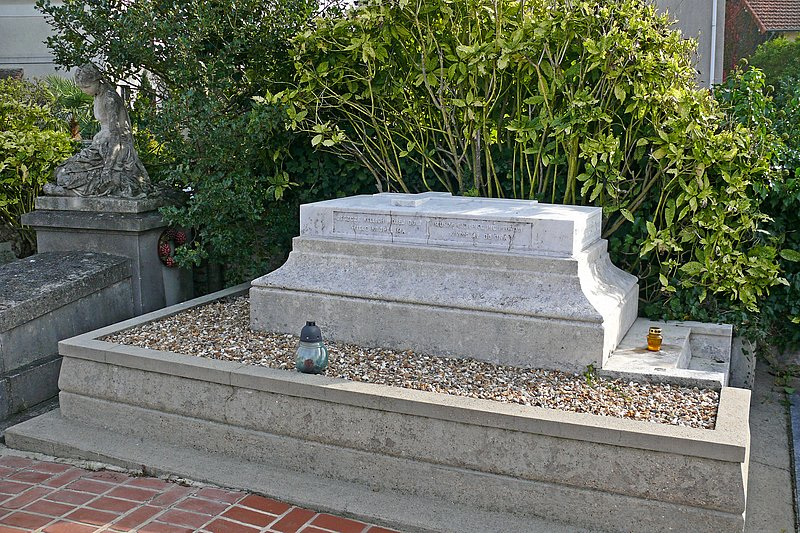
Tombe de Delfina Potocka, amie de Frédéric Chopin au Cimetière des Champeaux de Montmorency.

Le pont de la rue des Granges est un curieux pont de pierre édifié en 1782 et destiné à relier les deux parties séparées du parc du château. La rue des Granges conserve un charme particulier, n'étant bordée pour l'essentiel que par deux hauts murs du XVIIIe siècle d'où retombent des branchages et diverses plantes vivaces.
Dans le Cimetière des Champeaux de Montmorency, on peut observer une quantité de monuments de notables polonais datant du XIXe siècle ainsi qu'une plaque commémorative aux soldats polonais morts en France (grenadiers de la 1re division d'infanterie polonaise tombés en juin 1940 et soldats de la 1re DB polonaise tombés en 1944).
Le fort de Montmorency a été édifié entre 1875 et 1879, c'est aujourd'hui l'un des derniers forts de Paris à être occupé par l'armée. Il accueille depuis 1992 le Centre d'initiation aux techniques commando de Montmorency (CITCM).
Un des bâtiments du lycée professionnel Turgot, place au Pain, date du XVIIe siècle . C'est l'ancien hôtel particulier de Louis Le Laboureur, bailli de Montmorency. L'hôtel était également le siège du bailliage. Son domaine a été érigé en seigneurie sous le nom de fief de Châteaumont.
La Châtaigneraie, petite forêt de châtaigniers aux arbres séculaires, est classée au titre des sites. Elle constituait un des lieux de promenade favoris de Rousseau, à proximité immédiate de l'Hermitage. Durant le XIXe siècle, le lieu devint à la mode avec la création de L'Ermitage de Jean-Jacques-Rousseau, auberge tenue par Augustin Homo (on disait aussi l'auberge Homo) qui accueillait les Parisiens promeneurs du dimanche. On y dansait le dimanche et rencontrait alors des peintres et écrivains connus. En 1866 est créé le casino de Montmorency, lieu plus familial. Un peu plus loin, et un peu moins onéreux, Les Ruines de Grétry attirait les visiteurs préférant plus de discrétion. La mode de la bicyclette fera progressivement déserter l'endroit et la Châtaigneraie est finalement acquise par la ville en 1920 et ouverte au public après la démolition des bâtiments parasites.
La ville conserve un réseau important et rare de sentes qui serpentent parmi les vergers et quartiers résidentiels de la ville. Entretenus et balisés en sept parcours différents, ils permettent de découvrir les aspects verdoyants de Montmorency et de nombreux panoramas sur la vallée de Montmorency, la plaine de France et Paris. Un plan est disponible gratuitement à l'office du tourisme de la ville.

### Équipements culturels
Outre le musée Jean-Jacques-Rousseau, la ville est dotée d'un cinéma de quartier et une société savante s'y consacre à l'étude historique de la ville et de sa région. La bibliothèque municipale met à la disposition du public trente-cinq mille volumes dont plus de dix mille pour la section jeunesse. Des expositions y sont régulièrement organisées. La ville dispose également d'un conservatoire de musique et de danse (située dans l'orangerie du domaine de Charles Le Brun), d'un cinéma (salle de l'Eden - rue de Pontoise), et d'une maison des loisirs et de la culture, la MLC- La Briqueterie, qui propose de nombreux cours, langues, arts plastiques, etc., et organise des expositions.

### Montmorency dans les arts et la culture

#### Dans la littérature
Plusieurs écrivains ont fréquenté Montmorency, en particulier au XIXe siècle. Mais l'écrivain qui a le plus évoqué la ville dans son œuvre est Jean-Jacques Rousseau.
Dans le livre IX des Confessions, Rousseau évoque son installation à l'Hermitage, chez madame d'Épinay : « Plus j'examinais cette charmante retraite, plus je la sentais faite pour moi. Ce lieu solitaire plutôt que sauvage me transportait en idée au bout du monde. Il avait de ces beautés touchantes qu'on ne trouve guère auprès des villes ; et jamais, en s'y trouvant transporté tout d'un coup, on n'eût pu se croire à quatre lieues de Paris. »
Le poète Alfred de Vigny a écrit en 1830 à Montmorency un poème intitulé « Les Amants de Montmorency ». Les protagonistes de ce poème se rendent dans la ville afin d'y passer deux jours amoureux puis de se donner la mort.
L'intrigue principale du thriller psychologique Tout pour plaire d'Ingrid Desjours a pour décor principal la ville de Montmorency.

### Gastronomie

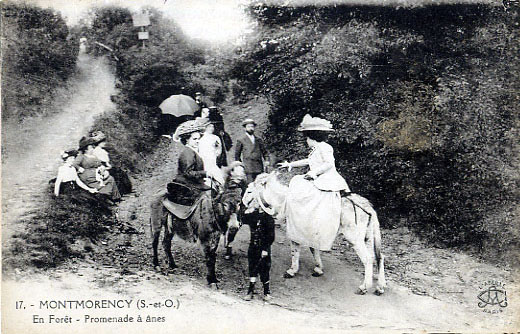
En forêt – Promenade à ânes, carte postale, vers 1900.

La cerise de Montmorency est réputée depuis le XVIIe siècle. Ces fruits au goût aigrelet, de la famille des amarelles (Prunus cerasus), dont la couleur varie du rose orangé au rouge clair, ont été rendus célèbres par Madame de Sévigné. On venait jadis à dos d'âne les cueillir dans les vergers environnant la ville. Mais avec la pression urbaine et la raréfaction des cultures, elles deviennent très difficiles à trouver localement. En Amérique du Nord, la cerise de Montmorency est cultivée notamment au Michigan et dans le Door County au Wisconsin aux États-Unis et en Ontario au Canada, pour la production de jus, de tartes, etc. Des recherches scientifiques récentes indiquent qu'elle serait riche en anthocyanes.

### Personnalités liées à la commune

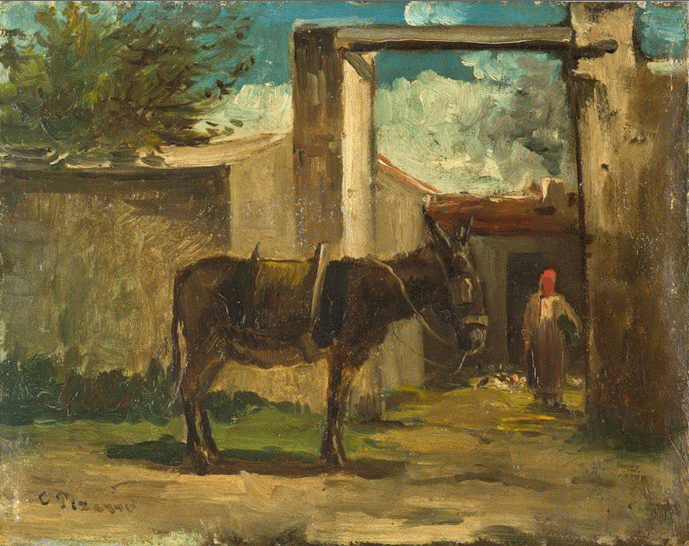
Paysage à Montmorency, de Camille Pissarro.

- Marie-Hélène Arnaud (1934-1986), actrice et mannequin pour Coco Chanel, est née à Montmorency ;
- Camille Barbaud (1900-1996), athlète olympique français, est décédé à Montmorency ;
- Jacques Charpentier (1933-2017), compositeur et Directeur national de la musique, de l'art lyrique et de la danse au Ministère de la Culture et de la Communication de 1979 à 1981, habite notamment au 39 bis rue Gretry ;
- Honoré Gaspard Delaroche (1804-1871), peintre français né à Montmorency ;
- Germain Delavigne (1790-1868), dramaturge, est mort à Montmorency ;
- Michel Deverne (1927-2012), artiste plasticien, meurt dans l'incendie de sa maison-atelier de Montmorency ;
- Françoise Faucher (1929), comédienne française et canadienne, est née à Montmorency où elle passe son enfance ;
- Léonor de Funes de Galarza née Soto y Reguera (1878-1957), épouse de Carlos Luis de Funes de Galarza et mère de l'acteur Louis de Funès meurt à Montmorency ;
- André Modeste Grétry (1741-1813), compositeur liégeois puis français, fervent admirateur de Rousseau, acquiert l'Ermitage en 1798 et y meurt ;
- Pierre Gillet (1628-1720), procureur, est né à Montmorency ;
- Heinrich Heine (1797-1856), écrivain allemand, s'installe au no 7 de la rue de la Châtaigneraie dans une maison aujourd'hui disparue ;
- Hubert Lacoudre, (1937-2016) photographe, est né à Montmorency ;
- Octavie Lagrange (1825-1899), écrivaine, est née à Montmorency ;
- Antonin Larroux (1859-1937), sculpteur français, habite et meurt à Montmorency ;
- Charles Le Brun (1619-1690), artiste peintre et décorateur officiel des châteaux de Vaux-le-Vicomte et de Versailles, puis directeur de la manufacture des Gobelins, fait édifier à Montmorency un château entouré d'un beau parc, disparu vers 1810 ;
- Yvonne Lephay-Belthoise (1914-2011), violoniste virtuose, est morte à Montmorency ;
- Fabien Mandon (1969-), général d'armée aérienne, chef d'état-major particulier du président de la République française est né à Montmorency ;
- Camille Pissarro (1830-1903), peintre impressionniste, passe les étés 1854, 1856 et 1857 à Montmorency où il peint plusieurs œuvres : Les Lavandières, Le Châtaignier brûlé, En forêt de Montmorency ou encore Paysage à Montmorency (ci-contre) qui figure au salon de l'Académie en 1859 ;
- Yolande Plancke (1908-1991), athlète et sprinteuse, participante aux Jeux olympiques d'été de 1928, est décédée à Montmorency ;
- Rachel (1821-1858), célèbre tragédienne du XIXe siècle, habite au no 10 de la rue de l'Ermitage ;
- Jean-Jacques Rousseau (1712-1778), écrivain, philosophe et musicien, vit à Montmorency (à l'Ermitage puis au Mont-Louis) de 1756 à 1762 , et y écrit plusieurs de ses grandes œuvres[107] ;
- Lidia Tchervinskaïa (1907-1988), poétesse russe, est morte à Montmorency ;
- Jan Tysiewicz (1814-1891), peintre et illustrateur polonais, y est mort ;
- Richard Wagner (1813-1883), compositeur allemand, découvre Montmorency en 1849 ; il loue une chambre à l'auberge Homo, à la Châtaigneraie, qu'il quitte précipitamment lorsqu'il apprend que sa femme est arrivée à Paris pour le rechercher.
- André Cluytens (1905-1967) chef d'orchestre est enterré avec sa femme et son fils unique décédé en 1969.il a été invité à plusieurs reprises à Bayreuth pour diriger les opéras de Wagner.

### Héraldique
| Blason de Montmorency | Blason  | D'or à la croix de gueules cantonnée de seize alérions d'azur ordonnés 2 et 2. |
| Blason de Montmorency | Détails | Apparu dans la seconde moitié du XIIe siècle, il ne comportait à l'origine que quatre alérions, petites aigles — féminin en héraldique — sans pattes ni becs de couleur bleue. Les douze autres furent ajoutés au lendemain de la victoire de la bataille de Bouvines, le 27 juillet 1214, après que Mathieu II de Montmorency eut enlevé douze bannières à l'ennemi. La croix rouge aurait été tracée par le roi Philippe-Auguste avec le sang de Mathieu II qui fut blessé au cours de la bataille. En héraldique, le gueules est la couleur rouge.. |

### Identité visuelle
En 2009[réf. nécessaire], le maire apparenté socialiste François Detton commande un logotype en remplacement du blason que la ville utilisait jusqu'alors pour sa communication. Il est constitué de trois arbres, sans doute en référence à la forêt de Montmorency et est accompagnée d'une signature « L'histoire, la nature, la vie ! ».
En 2014, la maire UMP nouvellement élue fait réaliser un nouveau logo pour rétablir l'usage du blason et des alérions (dont le logo intègre une aile stylisée en plus du blason) et signifier son attachement aux « riches racines historiques » de la ville.

Logotype de la ville de 2009 à 2014.
Logotype de la ville depuis 2014.

#### Ouvrages récents
- Roger Biais, Geneviève Dornier et Gilles Dornier, Connaître et aimer Montmorency, Auvers-sur-Oise, Éditions du Valhermeil, 1993, 171 p. (ISBN 978-2-905684-41-7).
- Michel Rival, Le Refoulons ou le chemin de fer d'Enghien à Montmorency, Auvers-sur-Oise, Éditions du Valhermeil, 1989, 285 p. (ISBN 978-2-905684-20-2).
- Jean Aubert, Les Grandes Heures de Montmorency et ses environs, Lyon, Éditions Horvath, 1983 (1re éd. 1975), 175 p. (ISBN 978-2-7171-0281-9).
- Brigitte Bedos, Histoire de Montmorency : Le Moyen Âge, Agence régionale d'édition pour les municipalités, 1979, 159 p. (ISBN 978-2-86296-002-9).
- Charles Rowe, Montmorency en 1900, Bibliothèque européenne (1re éd. 1974)[source insuffisante].
- Michel Rival, Valérie Jacquemin et Jean-Luc Flohic (dir.), « Le patrimoine des communes du Val-d'Oise : Montmorency », Collection Le Patrimoine des Communes de France, Paris, Flohic Éditions, vol. II,‎ octobre 1999, p. 688-707 (ISBN 2-84234-056-6)
- Jean-François Dray, Ceux de Montmorency : 1914-1918, société d’histoire de Montmorency et sa région, 2022 (ISBN 9782958158392, présentation en ligne).

#### Ouvrages anciens
- Charles Lefeuve, Histoire de la vallée de Montmorency. Le tour de la vallée, Cercle historique et archéologique d'Eaubonne et de la vallée de Montmorency (1re éd. 1856), 254 p. (EAN 2000043493683).